# Michael Jackson
Pour les articles homonymes, voir Jackson et Michael Jackson (homonymie).
Michael Jackson [ˈmaɪkəl ˈdʒæksən], né le 29 août 1958 à Gary (Indiana) et mort le 25 juin 2009 à Los Angeles (Californie), est un auteur-compositeur-interprète, danseur-chorégraphe et acteur américain. Célébrité planétaire, reconnu comme l'artiste le plus titré de tous les temps, il est une figure principale de l'histoire de l'industrie du spectacle et l'une des icônes culturelles internationales majeures du XXe siècle. Huitième d'une famille de dix enfants (dont un meurt à la naissance : le jumeau de Marlon), il chante avec ses frères dès l'âge de six ans et commence une carrière professionnelle à onze ans au sein des Jackson Five, groupe formé avec ses frères aînés. Tout en restant membre du groupe (jusqu'en 1984), il entame en 1971 une carrière solo. Cinq de ses albums solo parus de son vivant figurent parmi les albums les plus vendus au monde : Off the Wall (1979), Thriller (1982), Bad (1987), Dangerous (1991) et HIStory (1995).
Dans les années 1980, il devient une figure majeure de la musique pop. Ses clips musicaux, ambitieux et novateurs, sont réalisés comme des courts-métrages, notamment pour les titres Billie Jean, Beat It, Thriller, Bad ou Smooth Criminal. Il popularise de nombreux pas de danse, dont le moonwalk, qui devient sa signature. Ayant fusionné les genres de musique soul, funk, pop et rock, son style vocal et musical continue d'influencer de nombreux artistes hip-hop, pop et RnB contemporain.
Surnommé « The King of Pop » (en français : « le roi de la pop »), Michael Jackson a battu plusieurs records dans l'industrie du disque. Avec plus de 500 millions de disques vendus dans le monde, il se classe parmi les trois plus gros vendeurs de disques de tous les temps. Avec des ventes estimées à 70 millions d'exemplaires, Thriller demeure l'album le plus vendu de l'histoire de la musique et a été certifié 34 fois disque platine aux États-Unis.
Il participe en outre à plusieurs œuvres caritatives, notamment avec le projet USA for Africa et Heal The World Foundation. Il contribue tout au long de sa carrière à la lutte contre la famine, la cruauté envers les animaux et la maltraitance infantile. Toutefois, son image publique est ternie par certains aspects de sa vie privée, notamment par ses multiples recours à la chirurgie esthétique, son mode de vie jugé excentrique, et plus encore par deux plaintes pour agressions sexuelles sur mineur, en 1993 et 2003, n'aboutissant toutefois à aucune condamnation en justice. Ses deux mariages et ses trois enfants font également l'objet de polémiques.
Alors qu'il prépare la série de concerts This Is It qui devaient se tenir à Londres, Michael Jackson meurt à l'âge de 50 ans d'une overdose de médicaments.
Sa mort a déclenché des réactions et un hommage planétaire dans le monde entier, créant une augmentation sans précédent du trafic Internet et une hausse de ses ventes d'albums. La cérémonie commémorative télévisée de Jackson, qui s'est tenue au Staples Center de Los Angeles, a été regardée par plus de 2,5 milliards de personnes. Son médecin personnel, Conrad Murray, est par la suite reconnu coupable d'homicide involontaire et condamné à quatre ans de prison.

## Biographie

### Famille, enfance et lesJackson Five(1958-1981)

#### Famille et enfance (1958-1968)
Michael Joseph Jackson, né le 29 août 1958, est le huitième des dix enfants de Joseph Walter Jackson et Katherine Esther Jackson (née Scruse). La famille vit dans une petite maison pourvue de deux chambres seulement, dans la ville ouvrière de Gary, située dans l'Indiana, au sud-est de Chicago. Son père, ancien boxeur et grutier de l'entreprise U.S. Steel, joue de la guitare dans un groupe rhythm and blues appelé « The Falcons » (en français : les Faucons) pour compléter les revenus de la famille. Sa mère, qui élève ses enfants et travaille à temps partiel chez Sears, une chaîne américaine de grands magasins pour rapporter un complément de revenus au foyer, jouait de la clarinette et du piano dans le but de devenir une artiste de country,. Contre la volonté de son mari, elle élève ses enfants dans la religion des témoins de Jéhovah. Michael Jackson finira par quitter ce mouvement en 1987,.
Joseph Jackson (1928-2018) est un père autoritaire et intransigeant. Dans un entretien accordé à Martin Bashir et diffusé en 2003, Michael Jackson raconte que son père maltraitait physiquement et mentalement la fratrie, et se moquait souvent de son apparence physique en le surnommant « gros nez ». L'enfant souffrait de multiples difficultés émotionnelles – cauchemars, troubles du sommeil, complexes, comportement hyperdocile et des tendances à rester enfantin –, des symptômes dus à des maltraitances[source insuffisante] qui l'auraient traumatisé et auraient engendré ses problèmes de santé durant toute sa vie. Les médecins lui diagnostiquent également une dysmorphophobie,. Dans un entretien accordé à Oprah Winfrey en 1993, il déclare que sa jeunesse avait été solitaire : « Je ne pouvais pas faire des choses que les autres enfants pouvaient faire, avoir des amis et des soirées et des copains. Il n'y avait rien de tout cela chez moi. Je n'avais pas d'amis quand j'étais petit. Mes frères étaient mes amis. »,. En 2012,, dans l'émission Piers Morgan Tonight diffusée sur CNN, Katherine Jackson déclare que, même si les coups sur Michael sont considérés comme un sévices aujourd'hui, c'était une façon courante de discipliner les enfants à l'époque,.
La musique est très présente dans la vie de la famille. Dans un premier temps, Joseph joue de la guitare et fait chanter ses enfants. L'utilisation de sa guitare leur est normalement interdite, mais Tito, un de ses frères, en joue parfois en cachette lorsque son père est absent. Quand il s'aperçoit qu'une corde est cassée, ce dernier menace ses enfants de les battre s'ils ne leur montrent pas qu'ils savent bien en jouer. C'est ainsi qu'il réalise que Tito et ses frères ont du talent. Il offre alors sa propre guitare à Tito et une basse à Jermaine. Rejoints dès 1964 par Marlon et Michael, ils forment un groupe baptisé « The Jackson Five » sur la suggestion d'un de leurs voisins. Michael Jackson en devient le chanteur principal grâce à sa voix étonnamment maîtrisée pour son jeune âge et à son habileté à reproduire les pas de danse de James Brown.

#### The Jackson Five (1968-1972)

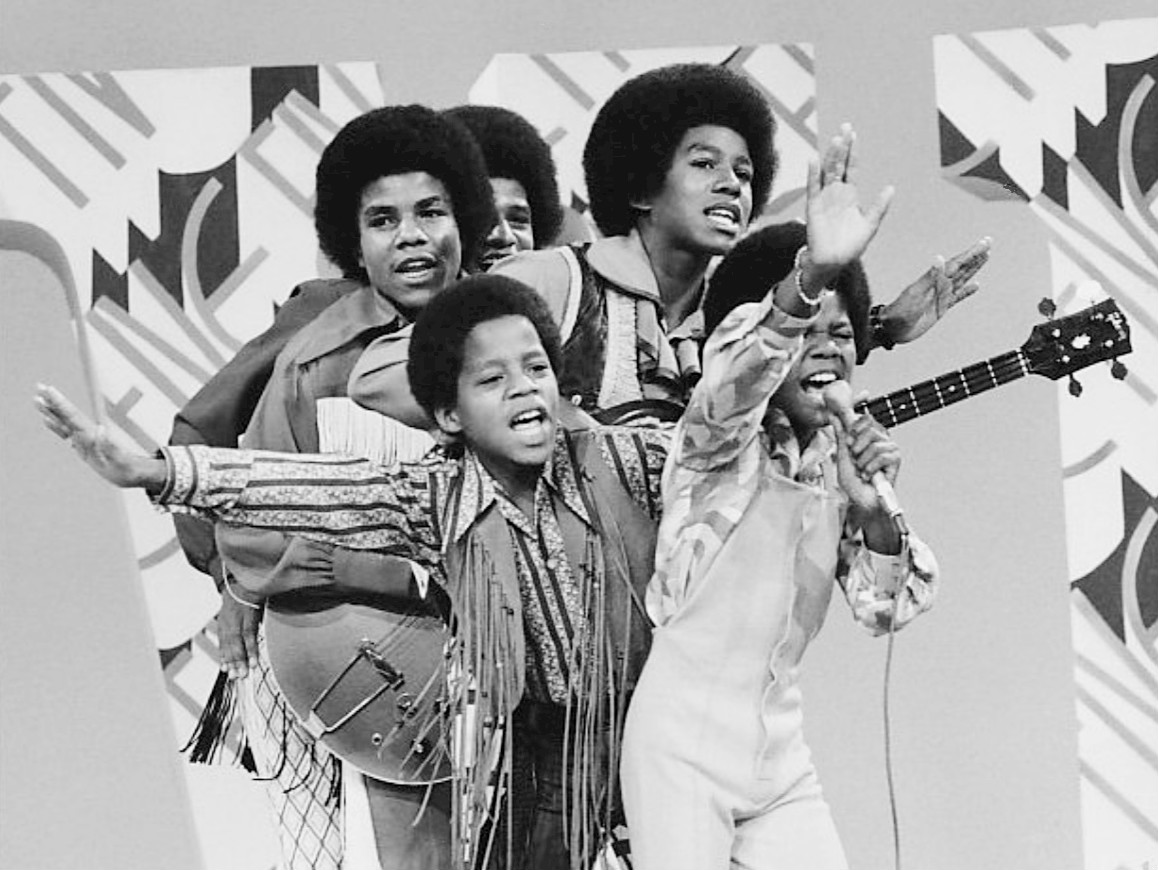
Les Jackson Five en 1970.

Les Jackson Five, qui se produisent d'abord à Gary, remportent tous les concours auxquels ils participent et acquièrent une renommée locale. Joseph obtient pour eux des auditions, le week-end, à Chicago, New York et Philadelphie. Les cinq garçons continuent à aller à l'école la semaine. En 1968, la famille part s'installer à Detroit, où Berry Gordy, président de Motown – maison de disques soul composé principalement d'artistes noirs – convoque les Jackson Five pour une audition, et décide rapidement de les engager. En août 1969, le groupe est officiellement présenté à la presse par Diana Ross, qui fait figure de marraine ; Berry Gordy répand la rumeur que c'est Diana Ross elle-même qui les a découverts, afin de maximiser la popularité du nouveau groupe en l'associant à une vedette déjà bien établie. Les Jackson Five deviennent rapidement l'un des fleurons de l'écurie Motown. Peu après la signature du contrat, Berry Gordy et toute la famille Jackson quittent Detroit pour Los Angeles,.
Le premier succès national des Jackson Five est une chanson composée par les auteurs-compositeurs de la maison de disques Motown (The Corporation), I Want You Back, qui figure sur leur premier album, Diana Ross Presents The Jackson 5, et devient numéro un au classement Billboard des singles pop en janvier 1970. Michael Jackson a alors onze ans et demi, mais son âge est diminué de deux ans afin d'accentuer son image de jeune prodige. Trois autres singles, extraits des deux albums suivants, deviennent également numéro un en 1970, : ABC (également en lice pour un Grammy Award), The Love You Save, et I'll Be There, qui reste numéro un pendant cinq semaines en octobre et novembre. C'est la première fois que les quatre premiers singles d'un groupe deviennent tous numéro un aux États-Unis. La célébrité des Jackson Five ne cesse de croître et le jeune Michael Jackson devient très populaire auprès du public. En mai 1974, la chanson Dancing Machine atteint la deuxième place des classements.

#### Signatures chez Epic Records et scission de Jermaine (1973-1976)

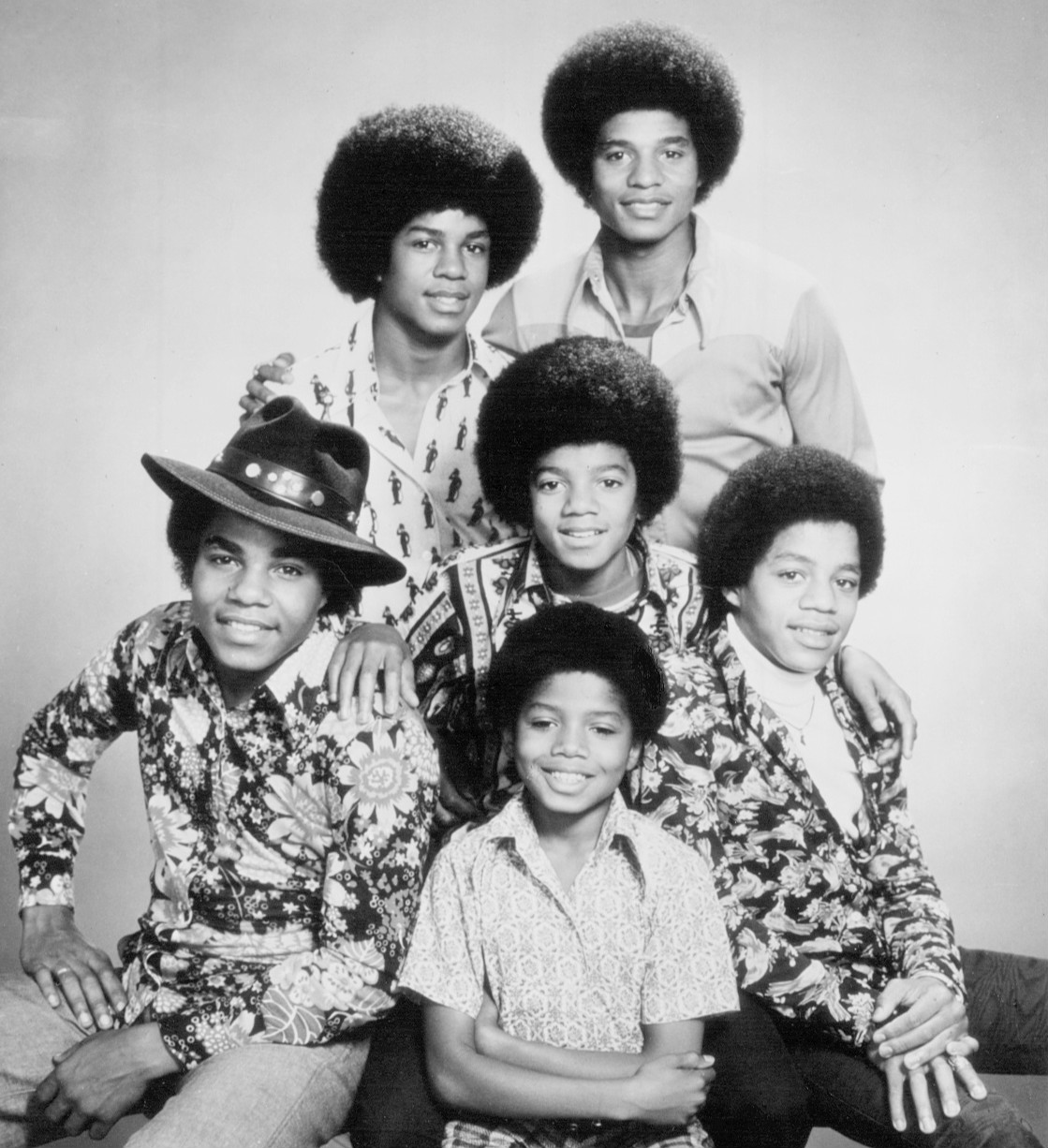
Les Jacksons en 1974, Michael est au centre.

Cette séparation ne va pas sans douleur. La direction de Motown, estimant qu'ils ont rompu leur contrat en signant avec Epic Records avant la fin de leur précédent engagement, leur intente un procès, au terme duquel la compagnie conserve ses droits sur le nom Jackson Five, et se voit également reconnu le droit d'utiliser les chansons des Jackson Five dans de futures compilations. Le groupe est donc contraint de changer de nom et prend celui de « The Jacksons ». L'épisode conduit au départ d'un des membres du groupe : Jermaine, qui a épousé la fille de Berry Gordy, entame une carrière solo chez Motown. Il est remplacé par le benjamin de la fratrie, Randy (plus jeune frère de Michael), qui était déjà présent occasionnellement dans le groupe en tant que percussionniste. De son côté, Michael Jackson met fin au contrat qui le liait à Motown en tant qu'artiste solo, et signe lui aussi chez Epic Records. Mais ce n'est que quatre ans plus tard qu'il enregistrera un nouvel album solo.

### Début de carrière solo (années 1970)

#### Premières années (1972-1978)

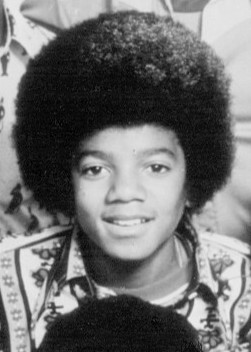
Michael Jackson en 1974.

Parallèlement à sa carrière avec les Jackson Five, Michael Jackson sort quatre albums solo. Got to Be There paraît en janvier 1972 avec la maison de disques Motown, alors que Michael a à peine 13 ans. La même année, il acquiert, avec Ben, une plus grande maturité vocale, qui s'exprime notamment sur les nombreuses ballades que comprend cet album. Toujours en 1972, la chanson Ben devient son premier succès en solo et figure sur la bande originale du film homonyme, ce qui lui vaut un Golden Globe et une nomination aux Oscars. Music and Me et Forever, Michael, respectivement sortis en 1973 et 1975, ne rencontrent pas le même succès que les deux précédents albums.

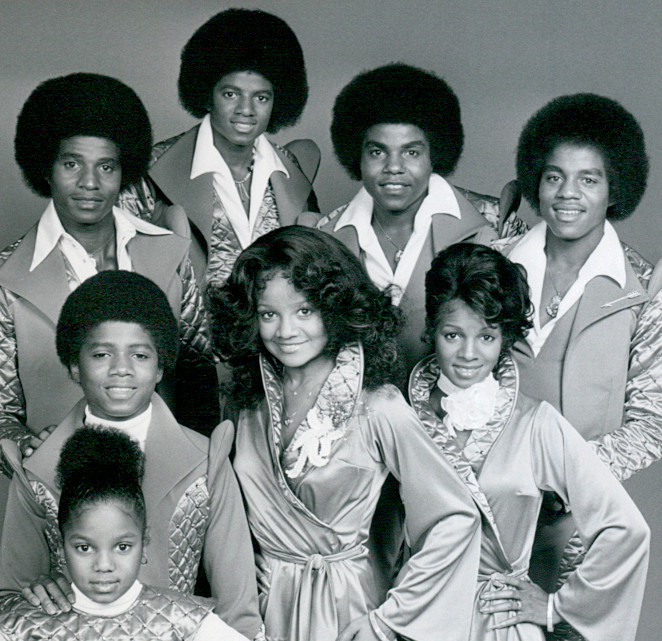
Frères et sœurs Jackson en 1977.

Il faut attendre 1978 et l'album Destiny pour prendre la mesure du talent des frères Jackson, et plus particulièrement de Michael. Cet album, entièrement produit et écrit par eux, à l'exception du titre Blame It On The Boogie (écrit entre autres par un certain Mick Jackson, sans lien de parenté) génère deux tubes : Blame It On The Boogie et Shake Your Body (Down To the Ground). L'album suivant, Triumph, sorti en 1980, contient notamment les tubes Lovely One et Can You Feel It ; ce dernier titre a fait l'objet d'un vidéo-clip spectaculaire pour l'époque, abondant en effets spéciaux, imaginé par Michael lui-même. Michael éclipse désormais le groupe en interprétant ses propres compositions. Un album en spectacle, issu du Triumph Tour, paraît en 1981 sous le titre The Jacksons Live!, comportant aussi bien des chansons publiées chez Epic que leurs premiers succès chez Motown sous le nom des Jackson Five.
En 1978, Michael aurait eu une fracture du nez, causée par une chute sur scène, ce qui l'aurait obligé à subir une première rhinoplastie, laquelle n'aurait pas été totalement réussie et aurait été corrigée par une seconde. Ce sont les deux seules rhinoplasties qu'il reconnaît avoir subies. Beaucoup de rumeurs circulent sur les modifications qu'il aurait ensuite apportées à son visage et sur leur nombre : même si certaines sont farfelues, d'autres sont indéniables et poussent les chirurgiens esthétiques à citer Michael Jackson comme exemple à ne pas suivre.[réf. nécessaire]

#### Off the Wall(1979-1982): premier grand succès en solo
En 1979, Michael Jackson sort son premier album chez Epic : Off the Wall, coproduit avec Quincy Jones, qu'il a rencontré sur le tournage de la comédie musicale The Wiz, environ deux ans plus tôt. Certaines chansons ont été composées par Rod Temperton, Stevie Wonder et Paul McCartney. L'album est un succès : on estime qu'il s'est vendu à ce jour[Quand ?] à plus de vingt millions d'exemplaires dans le monde. Plusieurs singles qui en sont extraits se hissent en tête des palmarès : Rock with You devient numéro 1 au Billboard Hot 100 et y reste quatre semaines ; Don't Stop 'Til You Get Enough est numéro 1 pendant une semaine ; la ballade She's Out of My Life intègre le Top 10 du Billboard Hot 100, tout comme la chanson Off the Wall. L'album mêle habilement funk, soul et disco. Malgré cet impressionnant succès, l'artiste est seulement nommé dans la catégorie meilleur chanteur R&B pour Don't Stop 'til You Get Enough aux Grammy Awards de 1980. Accompagné de ses frères, il fait alors la promotion de son album pendant le Triumph Tour, en chantant les tubes du disque. Déçu de ne pas avoir été nommé dans la catégorie « album de l'année », il jure que son prochain album ne sera pas ignoré.

### AnnéesThrilleretBad

#### Records et révolution engendrés parThriller(1982-1984)

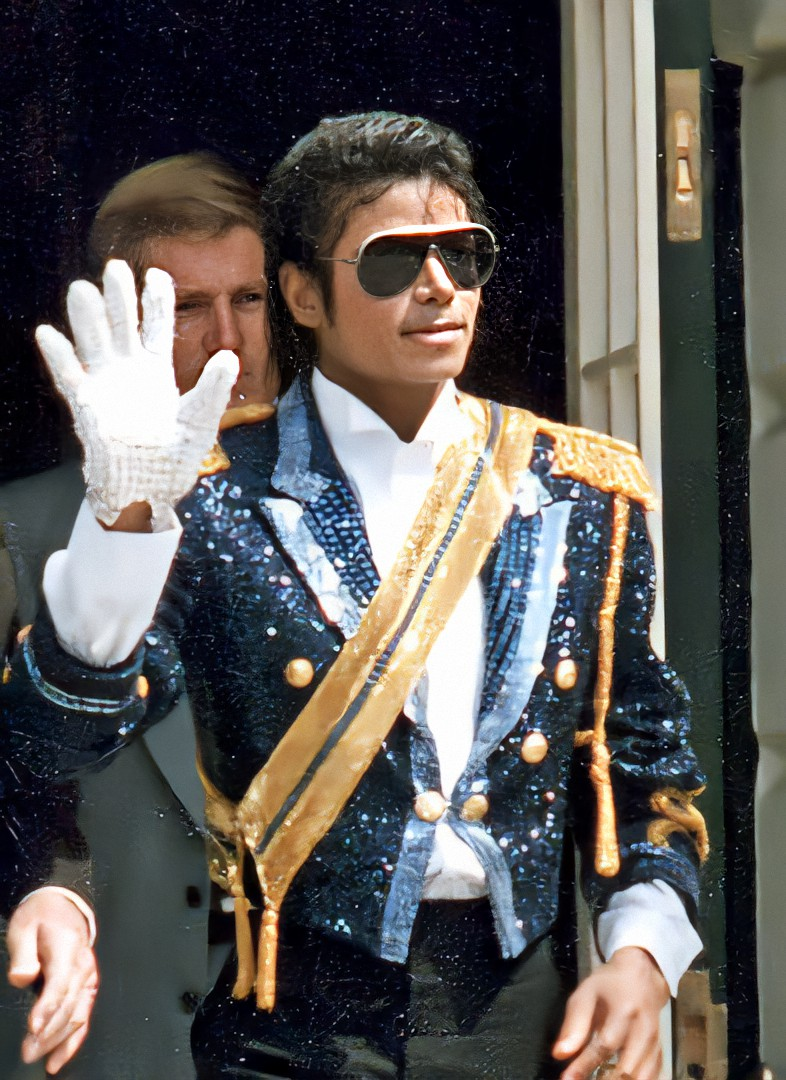
Michael Jackson en 1984.

Le 1er décembre 1982, Michael Jackson sort Thriller, son deuxième album, en collaboration avec Quincy Jones. Il connait un succès immédiat : un million d'exemplaires vendus en un mois, dix millions la première année. L'album reste présent dans les hit-parades pendant deux ans et se maintient pendant un total de 37 semaines numéro 1 du classement Billboard ; c'est l'album le mieux vendu aux États-Unis en 1983 et 1984, et à cette époque, c'est le deuxième disque le plus vendu après le Greatest Hits (1971-1975) des Eagles, (soit le premier hors compilations). Entre 1982 et 1996, Thriller a été certifié à 25 millions d'exemplaires aux États-Unis et 20 millions à l'étranger.
En mai 1984, il est reconnu par le Livre Guinness des records comme l'album le plus vendu de tous les temps (25 millions d'exemplaires à l'époque) ; les estimations actuelles sont de 66 millions d'exemplaires,. L'album est certifié 33 fois disque platine par la RIAA aux États-Unis. Avec Thriller, Michael Jackson remporte huit récompenses aux American Music Awards et huit aux Grammy Awards, et, le 20 novembre 1984, il obtient son étoile sur l'Hollywood Walk of Fame.

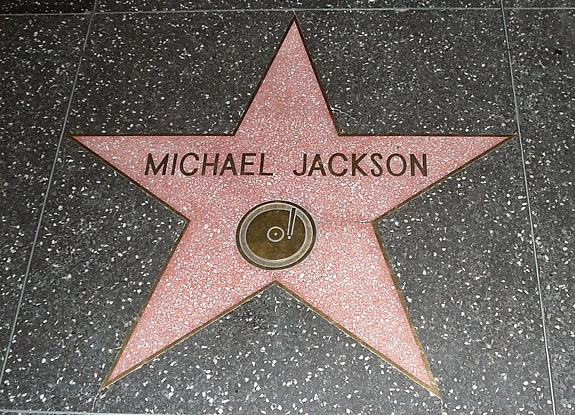
Son étoile sur l'Hollywood Walk of Fame, à Los Angeles.

L'album contient neuf titres, dont sept sortiront successivement en singles et se classeront tous dans le Top 10 du Billboard Hot 100 : The Girl Is Mine (octobre 1982), Billie Jean (janvier 1983), Beat It (février 1983), Wanna Be Startin' Somethin' (mai 1983), Human Nature (juillet 1983), P.Y.T. (Pretty Young Thing) (septembre 1983) et Thriller (janvier 1984). Trois clips vidéo sont réalisés, pour Billie Jean, Thriller et Beat It : ce sont de véritables courts-métrages, réalisés avec un budget sans précédent, faisant usage d'effets spéciaux d'avant-garde. En particulier, le clip de la chanson Thriller, sorti le 2 décembre 1983, a coûté un million de dollars, et est une des premières vidéos d'un artiste noir américain à être diffusée à grande échelle sur la chaîne MTV,. La cassette vidéo du making of est devenue à l'époque la plus vendue au monde. L'avocat de Jackson, John Branca, indique alors que son client a le plus haut taux de royalties de toute l'industrie du disque : approximativement deux dollars par disque vendu. Le succès est tel que l'album se vend non seulement comme un produit culturel, mais comme un bien de consommation courant.[précision nécessaire] En mai 1984, une poupée à l'effigie de Jackson, habillée tout de rouge comme dans le vidéoclip Thriller, se vend douze dollars dans le commerce.

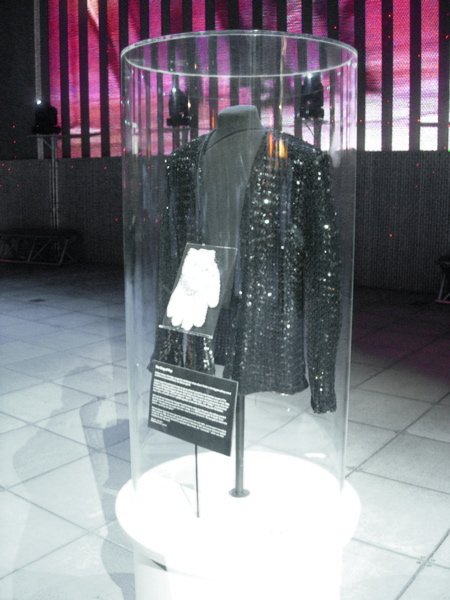
La veste à paillettes et le gant blanc portés par Michael Jackson à Motown 25: Yesterday, Today, Forever.

Le 16 mai 1983, pour le vingt-cinquième anniversaire de la Motown, Michael apparaît sur NBC en compagnie de ses frères dans l'émission spéciale Motown 25: Yesterday, Today, Forever (réalisée le 25 mars). Le groupe y interprète ses plus grands titres. Michael interprète seul Billie Jean, la seule chanson interprétée ce soir-là à ne pas appartenir au répertoire Motown. Il effectue à cette occasion, et pour la première fois, son Moonwalk, qui est salué par une ovation spontanée des spectateurs. Ce pas de danse devient par la suite un de ses pas de danse emblématiques. Cette prestation lui vaut un télégramme de Fred Astaire : « Je suis un vieil homme, j'attendais la relève. Merci. » Il y interprète aussi avec ses frères Never Can Say Goodbye et I'll Be There.
Le 27 janvier 1984, au cours du tournage d'un film publicitaire pour Pepsi-Cola, une étincelle provoquée par des équipements pyrotechniques met le feu aux cheveux de l'artiste. Miko Brando (fils de Marlon Brando) lui vient immédiatement en aide, suivi par d'autres témoins de l'accident, et Michael est amené d'urgence au Cedars Sinai Hospital. Diagnostic : brûlures au deuxième et troisième degré du cuir chevelu. Les équipements en cause se trouvaient à soixante centimètres seulement de sa tête, ce qui contrevient gravement aux règles de sécurité. Les images de son entrée aux urgences sur un brancard, le crâne recouvert d'un large bandage et sa main gantée saluant la foule, font le tour du monde. Il doit subir plusieurs interventions chirurgicales et des greffes de cuir chevelu. Les médicaments contre la douleurs auxquels il est contraint de recourir créent rapidement chez lui une certaine dépendance. Au grand étonnement de certains, il choisit de ne pas poursuivre les dirigeants de Pepsi-Cola et d'exiger d'eux plutôt un don. Les assurances lui versent un million et demi de dollars, somme qu'il remet lui-même immédiatement au Brotman Medical Center, le centre pour grands brûlés où il a été soigné, et qui sera plus tard rebaptisé « Michael Jackson Burn Center ».

#### Désunion des Jacksons,Northern SongsetCaptain Eo(1984-1986)

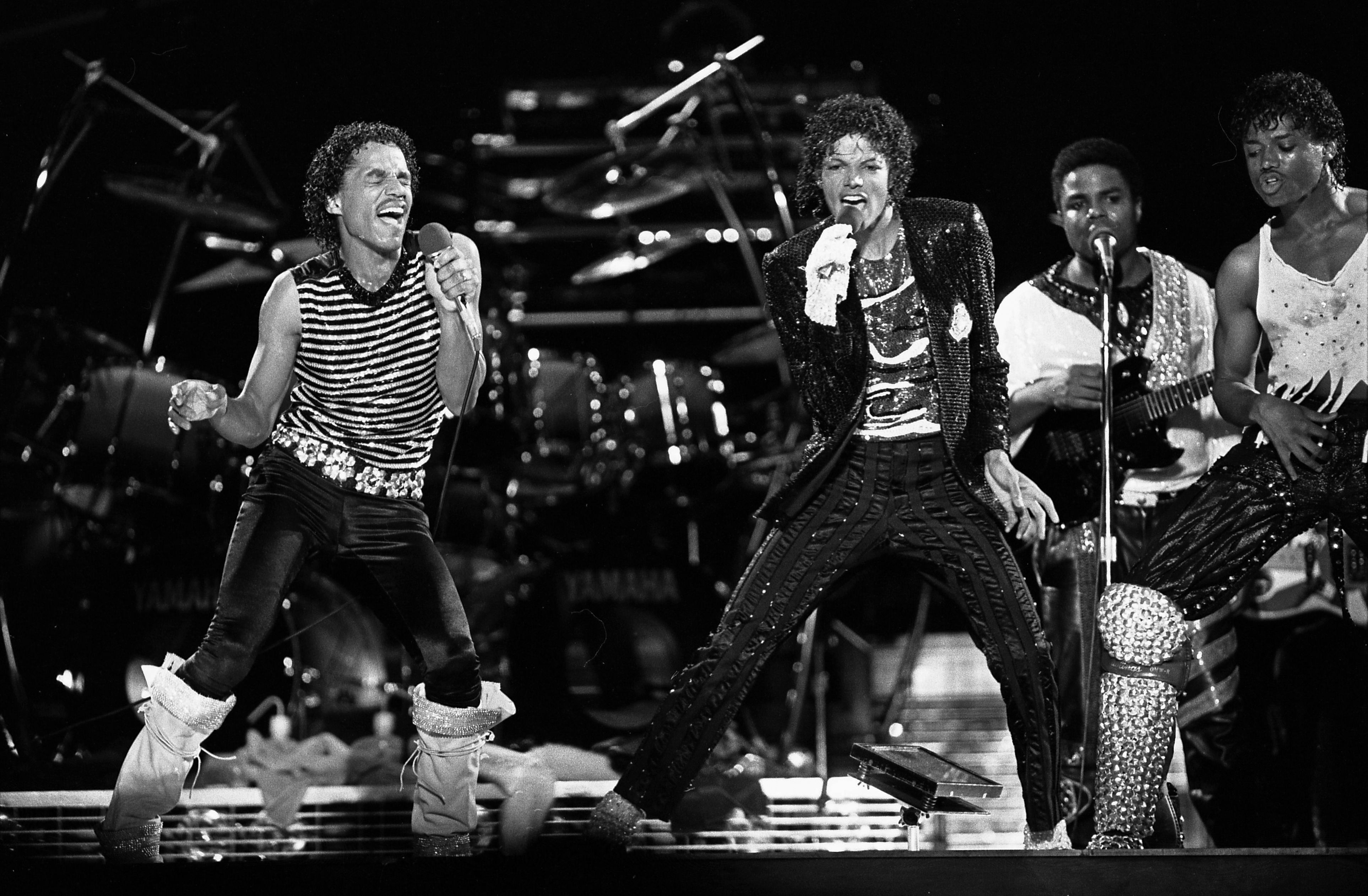
Les Jacksons sur scène pendant le Victory Tour.

En 1984, l'album Victory scelle la désunion des Jacksons, chaque membre composant de son côté. Michael Jackson enregistre State of Shock, un duo avec Mick Jagger (la chanson devait originellement être interprétée avec Freddie Mercury). Le Victory Tour marque la dernière apparition sur scène du groupe – jusqu'aux concerts du Madison Square Garden des 7 et 10 septembre 2001, en l'honneur des trente ans de carrière de Michael Jackson. En 1989, les Jacksons enregistrent leur dernier album, 2300 Jackson Street. Michael participe au clip de la chanson titre.
En 1985, l'entreprise d'édition musicale ATV Music détenant les droits de plusieurs milliers de titres, dont le catalogue Northern Songs (c'est-à-dire la majorité des chansons signées John Lennon et Paul McCartney enregistrées par les Beatles), est mise en vente. Michael Jackson se montre rapidement intéressé, mais doit faire face à une rude compétition : « Je m'en fiche. Je veux ces chansons, apporte-moi ces chansons, Branca », aurait-il dit à son avocat. John Branca contacte l'avocat de Paul McCartney, qui lui explique que son client trouve le prix de la société trop cher. Jackson démarre les négociations en vue d'acheter le catalogue, McCartney change d'avis et tente de persuader Yoko Ono, veuve de John Lennon, de se joindre à lui, mais elle décline l'offre. Jackson remporte néanmoins ce « bras de fer » qui a duré dix mois et acquiert le catalogue pour 47,5 millions de dollars. En un quart de siècle, la valeur de la société s'est accrue et est estimée aujourd'hui à 1 milliard de dollars,.
En 1986, Michael Jackson joue dans un court-métrage en 3D, Captain Eo, produit par George Lucas (avec un budget de 17 millions de dollars, un record pour un court-métrage) et réalisé par Francis Ford Coppola, qui est diffusé dans les parcs d'attractions Disney pendant douze ans. Véritable prouesse scénique et technologique, le film impressionne par ses effets spéciaux en 3D avec lumières, lasers et fumée. Les chansons We Are Here To Change The World et Another Part of Me sont également entendues dans le film.

#### Bad(1986-1991): nouveau succès record
En 1987, Michael Jackson publie l'album Bad, et part pour la première fois en tournée mondiale sans ses frères. La tournée mondiale Bad se déroule ainsi du 12 septembre 1987 au 14 janvier 1989, et débute au Japon où elle compte 14 salles combles et attire 570 000 personnes, ce qui triple quasiment le précédent record pour une tournée unique. La tournée Bad est la tournée la plus fréquentée et la plus rémunératrice de tous les temps en ayant rapporté plus de 125 millions de dollars,. Les 504 000 personnes ayant assisté à sept spectacles à guichets fermés au stade de Wembley établissent un nouveau record du Guinness World Records d'un public assistant à un concert.
L'année suivante, sort au cinéma Moonwalker, un film musical regroupant plusieurs de ses clips et dans lequel jouent notamment Joe Pesci et Sean Lennon, ainsi qu'une biographie intitulée Moonwalk.
Moonwalker est un succès au box-office aux États-Unis. Il sort en DTV et devient la cassette vidéo la plus vendue ; la RIAA le certifie Platinum,. Bad devient son deuxième album le plus vendu, avec plus de 32 millions de copies à travers le monde, dont dix millions aux États-Unis et quatre millions en Angleterre. Bad est une réussite pour Jackson bien qu'il n'atteigne pas les chiffres de ventes de Thriller, il contient néanmoins cinq chansons classées numéro 1, soit trois de plus que Thriller.
Le clip du morceau Bad, réalisé par Martin Scorsese, est tourné dans une station désaffectée du métro new-yorkais, qui, détruite une semaine après le début du tournage[réf. nécessaire], sera reconstituée dans les moindres détails.
Par ailleurs, les clips de The Way You Make Me Feel, Man in the Mirror (qui montre les grands moments d'amour et de paix du XXe siècle et dénonce la pauvreté dans le monde), Dirty Diana (où Jackson reproduit un mini-concert rock avec le guitariste Steve Stevens en invité vedette), Another Part Of Me (prestation en spectacle lors du Bad Tour 1988), Smooth Criminal (qui reprend les moments forts du film Moonwalker), Liberian Girl puis Leave Me Alone sont une nouvelle série de succès. La chanson I Just Can't Stop Loving You est enregistrée en espagnol et en français sous les titres de Todo Mi Amor Eres Tu et Je ne veux pas la fin de nous (sic). Michael Jackson entre à nouveau dans l'histoire de la musique en devenant le premier artiste dont cinq singles d'un même album sont classés no 1 au Billboard américain. Neuf singles en sont extraits.

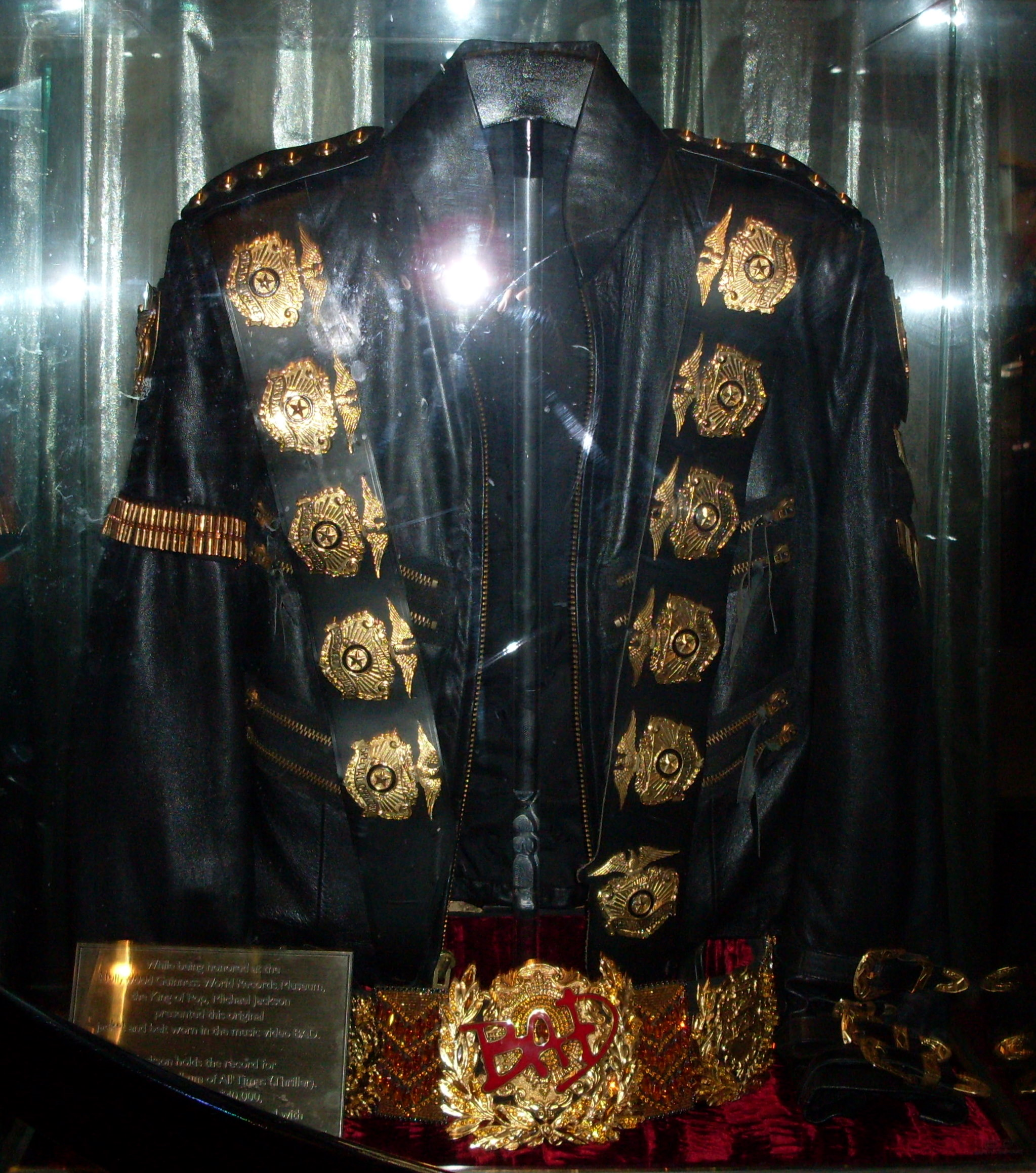
Veste de Michael Jackson de style militaire plaquée or et une ceinture gravée Bad.

Selon le producteur Quincy Jones, la chanson Bad devait être un duo avec le chanteur Prince, mais ce dernier déclina finalement la proposition, n'étant pas convaincu par les paroles « Your butt is mine ». À la différence de Thriller et de Off The Wall, Michael Jackson est l'auteur principal de l'album, dont il a composé neuf titres sur onze. Sa voix y est plus rocailleuse et, musicalement, Bad a un son beaucoup plus brut que son prédécesseur, une rythmique plus percutante et plus complexe (sur Smooth Criminal notamment), et comporte moins de moments calmes, même si trois titres peuvent être considérés comme des ballades (I Just Can't Stop Loving You, Man in the Mirror et Liberian Girl).
En mars 1988, Michael Jackson achète 2 700 acres de terrain (11 km2) près de Santa Ynez, en Californie, pour construire une résidence, le ranch de Neverland, au coût de 17 millions de dollars[réf. souhaitée]. Il installe une grande roue, un carrousel, une salle de cinéma et un zoo. Un personnel de sécurité d'une quarantaine de personnes y est employé pour patrouiller sur les lieux.

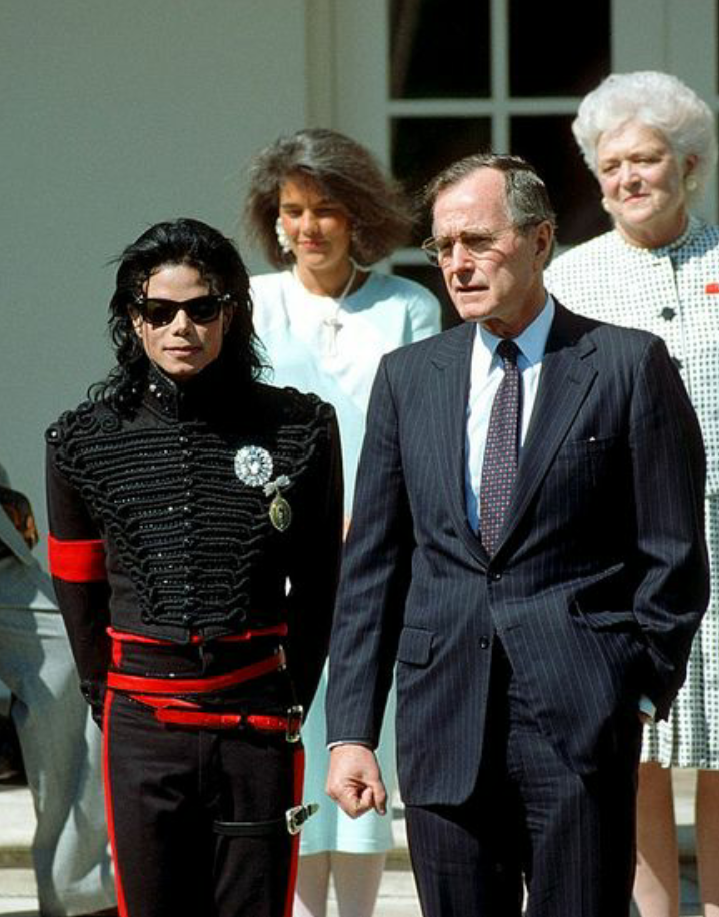
Michael Jackson rencontrant le président des États-Unis, George H. W. Bush, à la Maison-Blanche, en 1990.

Alors que la célébrité de Jackson est à son comble, les publicistes commencent à le surnommer « roi de la pop »,. Elizabeth Taylor le présente sous ce nom (« The true King of pop, rock and soul ») lorsqu'elle lui décerne le Soul Train Music Awards : Prix Heritage, en 1989. Le président George H. W. Bush évoque « l'artiste de la décennie » depuis la Maison-Blanche.

### Années 1990: continuité

#### Dangerous(1991-1994)
Le 20 mars 1991, Michael Jackson signe avec Sony un contrat d'un montant de 65 millions de dollars et d'une durée de quinze ans, dans lequel il s'engage à produire six albums pour Epic, et à apparaître dans des films et des courts-métrages.
Les revenus escomptés sont évalués entre 890 millions et un milliard de dollars,. L'album qui inaugure ce nouveau contrat, Dangerous, sort le 26 novembre 1991 et devient no 1 des classements en trois jours. Il s'écoule à plus de 30 millions d'exemplaires, dont huit millions aux États-Unis.
L'album Dangerous comprend quatorze chansons dont neuf paraissent successivement : Black or White (novembre 1991), Remember the Time (janvier 1992), In the Closet (avril 1992), Who Is It (juillet 1992), Jam (septembre 1992), Heal the World (novembre 1992), Give In to Me (février 1993), Will You Be There (juin 1993), qui devient plus tard le générique de fin du film Sauvez Willy, et Gone Too Soon (novembre 1993), une chanson en hommage à Ryan White, un jeune garçon victime du SIDA.
Dans les vidéos accompagnant les singles figurent plusieurs célébrités, parmi lesquelles Michael Jordan et Kris Kross dans Jam ; Naomi Campbell dans In the Closet – dont la voix féminine est celle de la princesse Stéphanie de Monaco ; Eddie Murphy, Magic Johnson et Iman dans Remember the Time ; Macaulay Culkin dans Black Or White ; et Slash dans Give In to Me.
Michael Jackson a visité l'Afrique au début de 1992; lors de sa première escale au Gabon, il a été accueilli par plus de 100,000 personnes et a été nommé officier de l'ordre national du Mérite par le président Omar Bongo le 14 février 1992.
En novembre 1992, une mini-série intitulée The Jacksons: An American Dream (« Les Jacksons : un rêve américain »), d'une durée totale de quatre heures, est diffusée en deux épisodes sur la chaîne ABC. La série aborde principalement la carrière des Jacksons Five et explore en profondeur leur vie au quotidien, notamment les préoccupations de Michael et les méthodes d'éducation de son père.
Pendant sa tournée mondiale Dangerous Tour, du 27 juin 1992 au 11 novembre 1993, Jackson annonce la création de son organisation caritative, Heal the World, à laquelle s'adjoint en 2001 Heal the Kids (les deux seront dissoutes au cours de cette même année). Le 31 janvier 1993, il chante lors de la mi-temps de la finale du Super Bowl, interprétant plusieurs de ses titres : Jam, Billie Jean, Black or White et Heal the World.
À la 35e cérémonie des Grammy Awards, le 28 février 1993, Michael Jackson reçoit un Grammy Legend Award, des mains de sa sœur Janet.
Le 17 août 1993, durant sa tournée, Michael Jackson est accusé d'agressions sexuelles sur mineur. Après une cure de désintoxication rendue nécessaire par sa dépendance aux calmants, Michael Jackson se dit prêt à affronter un procès, mais son entourage, les compagnies d'assurances et les gestionnaires de sa fortune l'en dissuadent. L'affaire a un fort retentissement sur l'état de santé du chanteur, qui est contraint d'annuler plusieurs concerts de la fin de sa tournée.

#### HIStory: Past, Present and Future – Book I(1994-1997)

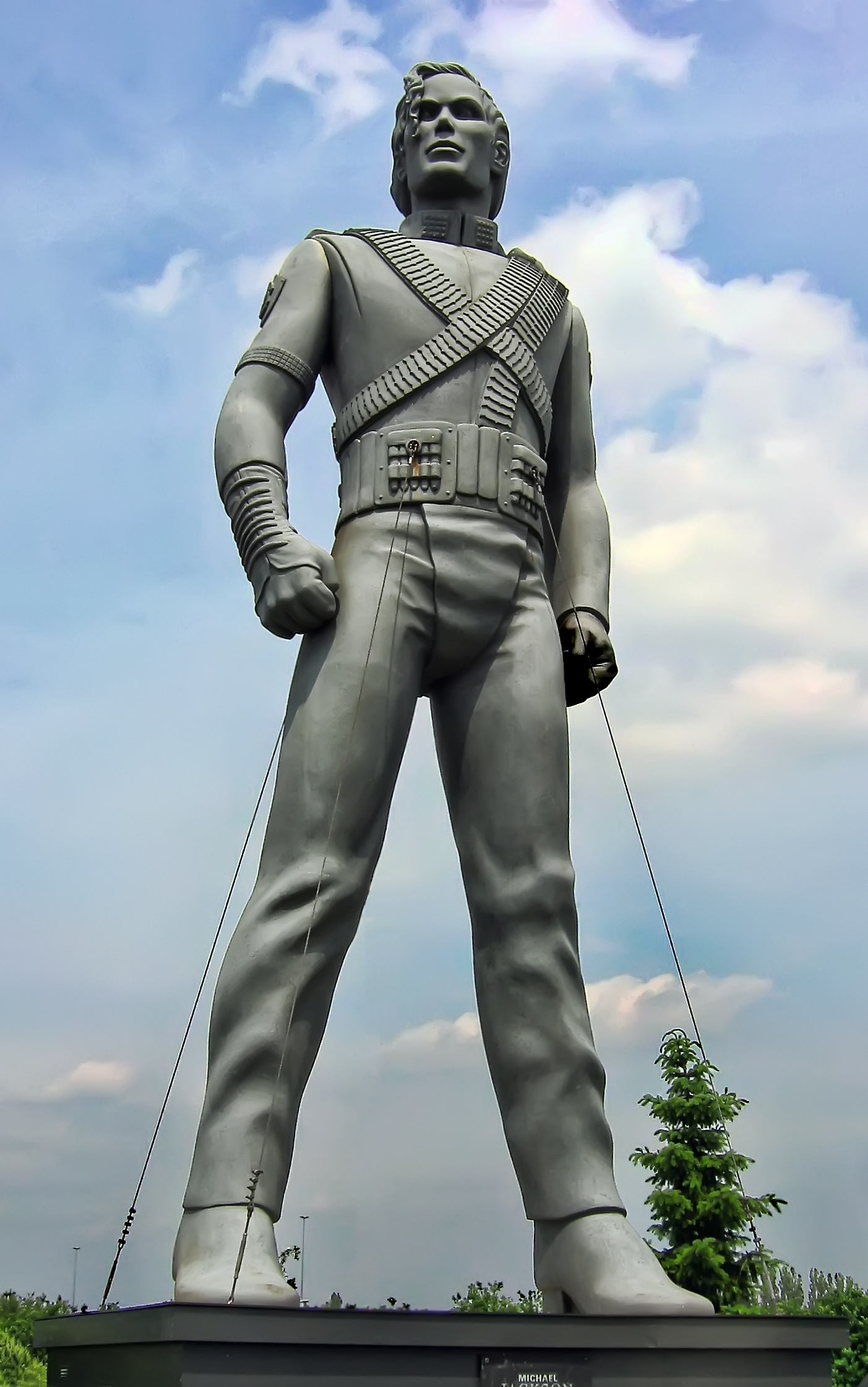
Statue de Michael Jackson utilisée pour la promotion de l'album HIStory.

Un double album, HIStory: Past, Present and Future – Book I, sort en juin 1995, s'écoulant à plus de 25 millions d'exemplaires (et générant 55 millions de ventes de singles), même si ce n'est pas à proprement parler un véritable double album de musique originale. En effet, le premier disque contient quinze des plus grands succès, remastérisés, de Michael Jackson, et constitue ainsi sa première compilation. Une seizième chanson à destination des fans, les remerciant de leur soutien, est présente sur les premières parutions des éditions françaises, néerlandaises et allemandes,.
Le second disque – véritable nouvel album – comprend quinze nouvelles chansons (dont une reprise des Beatles, Come Together, enregistrée des années auparavant pour le film Moonwalker). L'album compte plusieurs singles en tête des classements américains.[évasif] En mai 1995, sort le premier extrait de l'album, Scream, un duo avec sa sœur Janet. Le clip est, avec un budget de plus de sept millions de dollars, le plus cher jamais réalisé.

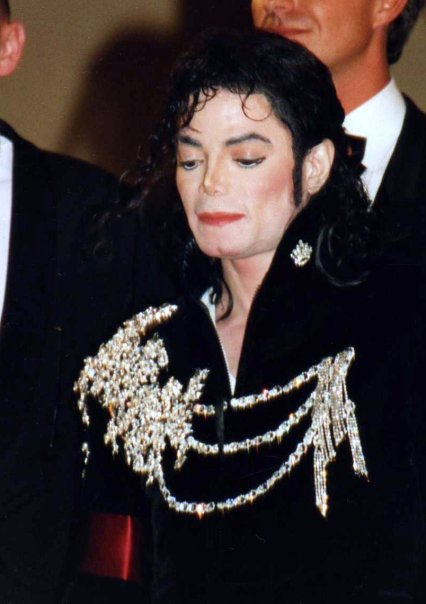
Michael Jackson au festival de Cannes 1997.

Quatre singles paraissent : You Are Not Alone (août 1995) (Lisa Marie Presley, la première épouse de Jackson, apparaît dans le clip) ; Earth Song (novembre 1995), qui est un hymne pop-gospel contre la destruction de l'environnement ; They Don't Care About Us (avril 1996) ; et Stranger in Moscow (novembre 1996). Contrairement à You Are Not Alone, qui devint le premier et l'unique single à se placer directement à la première position au Billboard, et Scream/Childhood, qui débuta à la cinquième place, les trois autres singles de l'album ont eu un succès limité aux États-Unis, à l'inverse de l'Europe. Au Royaume-Uni, Earth Song est resté six semaines en tête des palmarès, et est le single de l'artiste le plus vendu dans ce pays (devant Billie Jean). En décembre 1995, This Time Around, quatrième piste du second disque de HIStory, sort en tant que single promotionnel. En juillet 1997, pendant la deuxième partie de la tournée HIStory, une version remixée de la chanson-titre sort partout sauf aux États-Unis. Le titre est accompagné de Ghosts, un titre extrait de l'album de remixes Blood On The Dance Floor sorti cette même année. Enfin, un autre titre de l'album, Smile, hommage à Charlie Chaplin, aurait dû sortir en single en octobre 1997, mais a été annulé peu avant sa distribution par Sony.[réf. nécessaire]
Lors de sa sortie, les paroles controversées de la chanson They Don't Care About Us déclenchent une polémique. L'auteur doit se défendre des accusations d'antisémitisme. Les passages « Jew me, sue me / Kick me, kike me » ne seront néanmoins pas modifiés. Dans cette chanson, le chanteur exprime son désir de ne pas être enfermé dans des stéréotypes liés à la couleur de peau ou aux origines : « Ne me traitez ni de blanc ou de noir » (« Don't you black or white me », faisant ainsi directement allusion à la chanson Black or White, qui abordait la même thématique sur un ton plus consensuel).
Spike Lee réalise deux versions de ce clip : l'une où Jackson danse dans les favelas de Salvador de Bahia, l'autre – limitée par les chaînes musicales américaines, qui refusent de la diffuser avant 21 heures – où Jackson chante dans une cellule de prison tapissée d'écrans qui diffusent des images fortes d'actualité (de guerre, de famine, de bavures policières et notamment de Rodney King).

#### Blood on the Dance Floor, HIStory in the mix(1997-2001)
En 1997, Sony impose à Michael Jackson de sortir Blood on the Dance Floor, un album comprenant des remixes de plusieurs chansons de HIStory, ainsi que cinq nouveaux titres. Cet album est destiné à compléter la tournée européenne HIStory World Tour. La chanson titre, Blood on the Dance Floor, sort en single, accompagnée d'un clip réalisé partiellement par Jackson[réf. nécessaire]. L'album qui passe presque inaperçu aux États-Unis est très populaire en Europe[réf. nécessaire]. Avec plus de six millions d'exemplaires écoulés, c'est l'album de remixes le plus vendu de tous les temps.
Michael Jackson produit également Ghosts, un court-métrage fantastique de 40 minutes qui s'inspire de l'œuvre de Stephen King. Réalisé par Stan Winston et écrit par Michael Jackson, le film est diffusé hors compétition au Festival de Cannes de 1997 puis dans quelques salles de cinéma. Outre la chanson éponyme Ghosts, le film révèle les chansons 2 Bad et Is It Scary (deux titres inédits de l'album Blood on the Dance Floor). Ghosts est le second single extrait de l'album de remixes, accompagné d'un clip diffusant des images du court-métrage. Celui-ci est occasionnellement retransmis sur les chaînes télévisées musicales, surtout pendant la période d'Halloween[réf. nécessaire]. Au début du printemps 1998, John McClain, cofondateur de la maison de disques A&M qui a contribué au succès de Janet Jackson, devient le nouveau manager de Michael Jackson[réf. nécessaire].

### Années 2000: dernières années

#### Invincible(2001-2003)

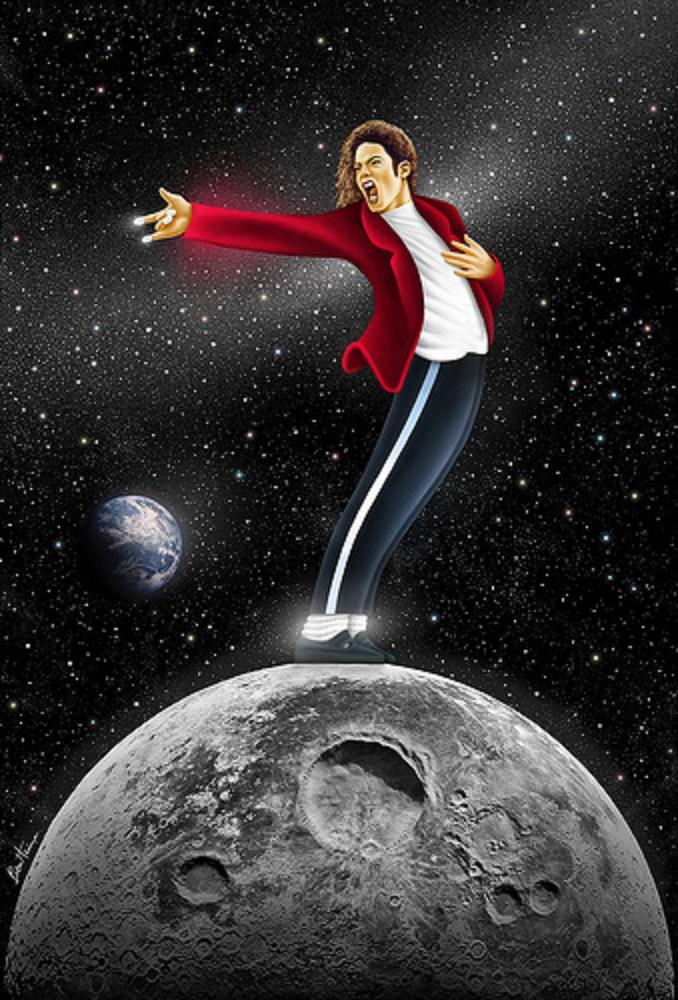
Promotion dInvincible.

Le 31 octobre 2001, soit six ans après HIStory, Michael Jackson sort Invincible. L'enregistrement de l'album débute en octobre 1997, et se termine avec le morceau You Are My Life, seulement huit semaines avant la sortie de l'album. Avec un budget estimé à 30 millions de dollars, Invincible est l'album le plus cher de l'industrie musicale. Pour accompagner sa promotion qui s'élève a 25 millions de dollars selon Sony,, CBS diffuse Michael Jackson : 30th Anniversary Special, un événement spécial organisé afin de célébrer les trente ans de carrière solo de Michael Jackson.
L'album est no 1 au classement Billboard nord-américain et dans treize autres pays. Il est certifié double disque de platine aux États-Unis le 3 décembre 2001. À la suite de désaccords entre Sony et Jackson[précision nécessaire][réf. nécessaire], la maison de disques écourte la promotion de l'album, qui ne dure que trois mois. Seuls trois singles sont extraits de l'album : You Rock My World, Cry et Butterflies. Bien que les ventes restent impressionnantes dans l'absolu, Invincible est considéré comme un échec, ses gains étant très décevants en comparaison avec les albums précédents. Certains rejettent la responsabilité de cet échec sur Michael Jackson en l'accusant de ne pas avoir assuré sa tournée promotionnelle. De son côté, le chanteur accuse Sony Music de ne pas avoir suffisamment fait la promotion de l'album, d'avoir annulé la sortie de plusieurs singles et la production de vidéoclips accompagnant les chansons, ou encore d'avoir fait paraître le 16 octobre 2001 une ré-édition spéciale de son album Dangerous, tout juste deux semaines avant la sortie d'Invincible, en plus d'avoir fait paraître trop peu de temps après la compilation Number Ones, une stratégie commerciale qui aurait éclipsé Invincible et qui aurait pris des allures de sabotage orchestré par le PDG Tommy Mottola (à la suite de cette série d'incidents, Mottola sera congédié). La date de la sortie du disque se rapprochant de celle des attentats du 11 septembre 2001 ainsi que la qualité de l'album, généralement jugée comme inférieure à ses prédécesseurs, pourraient expliquer la baisse des ventes aux États-Unis.
Les célébrités Marlon Brando, Michael Madsen, Chris Tucker et Billy Drago participent au vidéoclip de You Rock My World. La chanson est un succès en Europe : no 1 en France, no 2 en Norvège, Finlande, au Danemark et en Belgique, no 3 en Italie et no 5 en Suède et en Suisse, et s'est classée à la dixième position aux États-Unis (Billboard Hot 100).
Le titre Butterflies est entré dans le Top 20 américain et a progressé à la deuxième place du classement R'n'B sans être commercialisé sous forme de single.
Le 13 juin 2002, Michael Jackson entre au Songwriters Hall of Fame.
Les chansons de l'album n'ont pas été jouées sur scène, à l'exception des deux concerts Michael Jackson – 30th Anniversary Celebration, où Jackson interprète la chanson You Rock My World. En 2009, le titre Speechless devait être joué durant la série de concerts This Is It, et un extrait remastérisé de Threatened est inclus à la fin de la prestation de Thriller (tous deux visibles dans le film issu du projet).
En août 2009, l'album s'est vendu à 13 millions d'exemplaires dans le monde dont 2,5 millions d'exemplaires aux États-Unis.
En décembre 2009, quelques mois après la disparition de l'artiste, l'album fait son retour et est nommé meilleur album des années 2000 par 570 000 votants, essentiellement des lecteurs du magazine Billboard,.

#### Compilations et nouvelles récompenses (2003-2007)

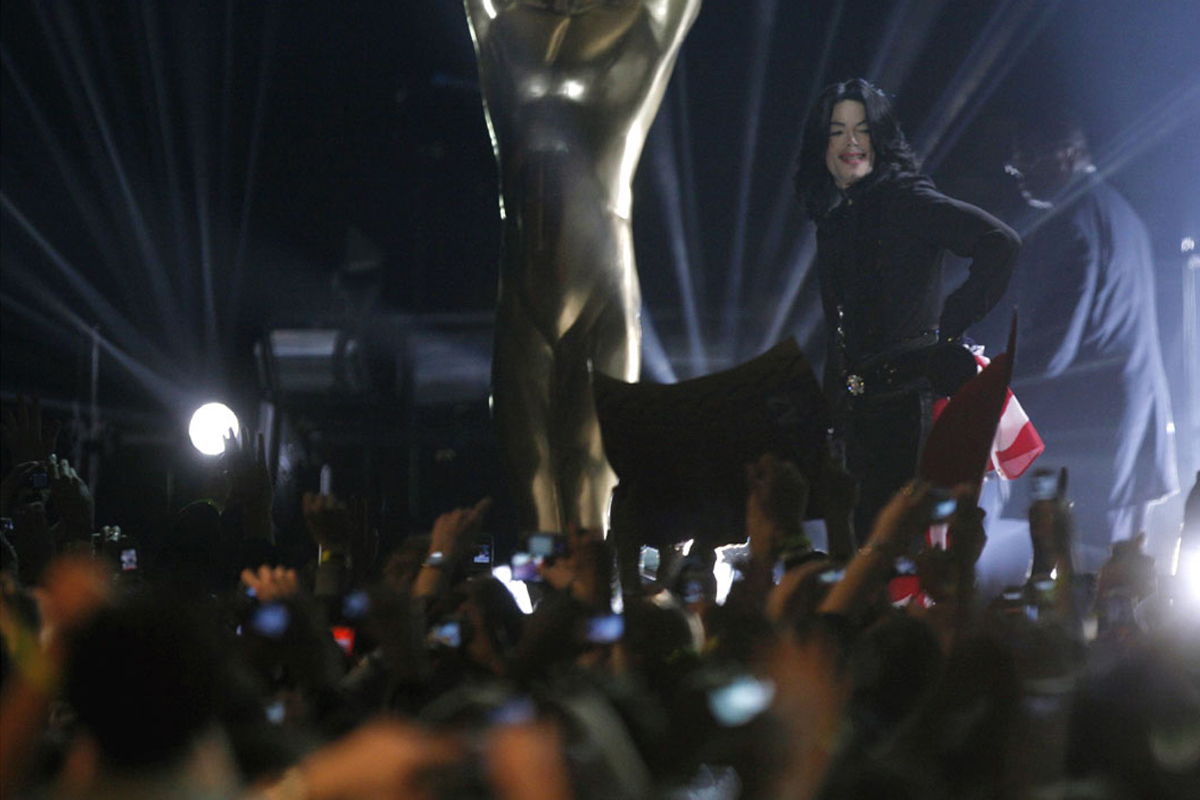
Michael Jackson en 2006 lors des World Music Awards à Londres où il reçut le prix disque de diamant.

En 2003, Sony sort une compilation CD et DVD de toutes les chansons de Michael Jackson ayant été no 1, intitulée Number Ones. La compilation comprend également un nouveau morceau, One More Chance, composée par R. Kelly. Le disque se vend à 6 millions d'exemplaires dans le monde durant sa promotion,. Le 16 novembre 2004, Michael Jackson sort un coffret de quatre CD et un DVD, intitulé The Ultimate Collection, regroupant l'ensemble de sa carrière et contenant des démos, des versions inédites et des nouvelles chansons. Cheater est inclus dans le coffret sous forme de CD dans quelques pays, avec le clip Beat It ainsi qu'un clip composé d'extraits du DVD Dangerous Tour. Ce coffret est le dernier produit du chanteur vendu en accord avec la maison de disques Sony BMG Music Entertainment, Jackson mettant fin à leur contrat signé en 1990.
Le 30 juin 2005, Michael Jackson quitte les États-Unis pour s'installer au Bahreïn, où il est reçu en tant qu'invité par le cheikh Abdullah Bin Hamad Bin Isa Al-Khalifa, fils du roi. Le 19 juillet 2005, une nouvelle compilation, The Essential Michael Jackson est parue, ainsi qu'un DVD contenant une vidéo du concert de Bucarest lors du Dangerous World Tour. Les deux produits se vendent très bien (notamment en France, où le CD compilation est no 1 avec plus de 350 000 exemplaires vendus, et le DVD no 1 des ventes de DVD musicaux[réf. nécessaire]).
Le 18 avril 2006, Michael Jackson quitte la maison de disques Epic Records (et donc sa maison de disques Sony BMG), avec lequel il a produit tous ses albums solo depuis Off The Wall en 1979, et signe un contrat avec l'Anglais Guy Holmes, PDG de la maison de disques indépendante 2 Seas Records. Le contrat, rompu en septembre 2006, exigeait la production d'un nouvel album dont la sortie était prévue pour fin 2007. En novembre 2006, Michael Jackson se rend à Londres et visite les bureaux du Livre Guinness des records. Il reçoit à cette occasion un prix pour avoir battu huit records dont celui du « Premier artiste à avoir gagné plus de cent millions de dollars en un an », « Premier artiste à avoir vendu plus de cent millions de disques en dehors des États-Unis » ou encore « Meilleur artiste de tous les temps »,. Michael Jackson est également présent aux World Music Awards pour y recevoir le Diamond Award, récompense réservée aux artistes ayant vendu plus de 100 millions d'albums.

#### DeThriller 25, au grand retour prévu sur scène (2007-2009)
À l'occasion des 25 ans de la sortie de l'album Thriller, Michael Jackson sort Thriller 25, le 11 février 2008. L'album comprend les titres de l'album original de 1982, remixés (pour cinq d'entre eux) ou réenregistrés, avec la participation en featuring d'artistes comme Akon, Fergie, will.i.am des Black Eyed Peas et Kanye West, et est agrémenté de deux titres inédits, For all time et Gots the hots (uniquement sur la version japonaise du disque). Deux singles extraits de Thriller 25, The Girl is Mine 2008 (avec Will.I.Am) et Wanna Be Startin' Somethin' 2008 (avec Akon) sortent simultanément. L'album comprend également un DVD des vidéoclips de Billie Jean, Beat It, Thriller et la prestation de Michael Jackson lors de l'émission spéciale des 25 ans de Motown. Thriller 25 se classe en première place des ventes dans de nombreux pays européens et en deuxième place aux États-Unis. L'album se vend en tout à plus de cinq millions d'exemplaires.
Pour célébrer le cinquantième anniversaire de Michael Jackson, King of Pop, une nouvelle compilation de dix-huit chansons dont la liste a été choisie par des fans, sort 29 août 2008. Le disque n'est pas sorti aux États-Unis, mais a été classé parmi les dix meilleures ventes dans de nombreux pays.
En décembre 2008, le magazine Rolling Stone classe Michael Jackson au 25e rang des plus grands chanteurs de tous les temps.
En janvier 2009, Michael Jackson retourne vivre aux États-Unis, dans le quartier de Bel Air. Le 5 mars 2009, lors d'une conférence de presse à l'O2 Arena de Londres, il annonce qu'il donnera ses derniers concerts, les This is it shows. This is It, cité comme l'événement musical de l'année, est un terme qui signifie en français : « C'est tout » ou « C'est fini ». Selon Randy Phillips, organisateur des concerts AEG Live, Michael Jackson devait effectuer une tournée de trois ans et travailler sur un nouvel album dans le cadre de son retour. Michael Jackson devait premièrement jouer dix concerts à Londres en juillet, mais toutes les places étant vendues en mars, de nouvelles dates avaient été ajoutées. L'artiste devait donc donner cinquante concerts dans la capitale anglaise, de juillet à septembre 2009 et de janvier à février 2010. Les premières dates avaient toutefois été reportées, les producteurs invoquant un manque de temps « pour créer une expérience de musique en public exceptionnelle ». Le premier concert de la tournée était prévu le 13 juillet 2009, mais la mort de l'artiste met brutalement un coup d'arrêt à ce projet.
Après la mort du chanteur, Kenny Ortega réalise un film documentaire intitulé Michael Jackson's This Is It, montrant entre autres les répétitions de Michael Jackson en préparation de la tournée qui devait se tenir à Londres. Les séquences ont été filmées au Staples Center de Los Angeles. Le 10 août 2009, le juge de la Cour supérieure de Los Angeles approuve un accord entre AEG Live, le promoteur de la tournée Michael Jackson's This Is It, et Sony Pictures, concernant la succession des droits d'auteur sur les séquences filmées durant sa préparation. Sony Pictures peut donc éditer des centaines d'heures d'images en échange de 60 millions de dollars pour les droits à l'image. Une publication sur le site Web officiel de l'artiste informe que le film comprend une rétrospective de la carrière de Michael Jackson, des entretiens avec les proches de la star ainsi que des séquences en 3D. Le film sort au cinéma le 28 octobre 2009.

### Mort

#### Circonstances

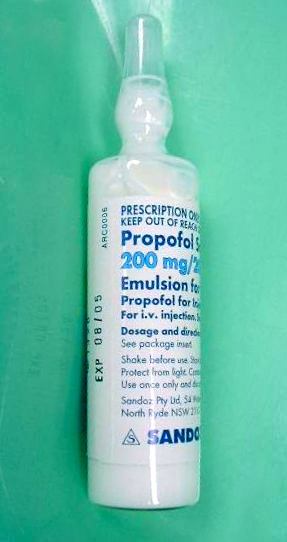
Propofol, cause du décès de Michael Jackson.

Le 25 juin 2009, Michael Jackson se trouve dans sa maison d'Holmby Hills, un quartier de Los Angeles, lorsqu'il perd connaissance peu avant midi. Les secours paramédicaux du Los Angeles Fire Department arrivent rapidement sur place, et constatent que son médecin personnel, le docteur Conrad Murray, est déjà en train de procéder à une réanimation cardiopulmonaire. Transporté au Ronald Reagan UCLA Medical Center, Michael Jackson est officiellement déclaré mort à 14 h 26, heure locale, malgré plus d'une heure de tentatives de réanimation. Sa mort est annoncée officiellement à la presse américaine quelques minutes plus tard par son frère aîné Jermaine Jackson ; à 14 h 44, le site Web TMZ est le premier média à relayer l'information, confirmée à 14 h 51 sur le site du Los Angeles Times ; s'ensuit un pic de trafic Internet d'une intensité exceptionnelle, provoquant l'arrêt momentané de plusieurs sites majeurs pour cause de surcharge. Une première autopsie médico-légale est pratiquée, puis quelques jours plus tard une seconde est réalisée à la demande de la famille, dans un cadre privé, le père de l'artiste ayant des doutes sur les causes de sa mort.

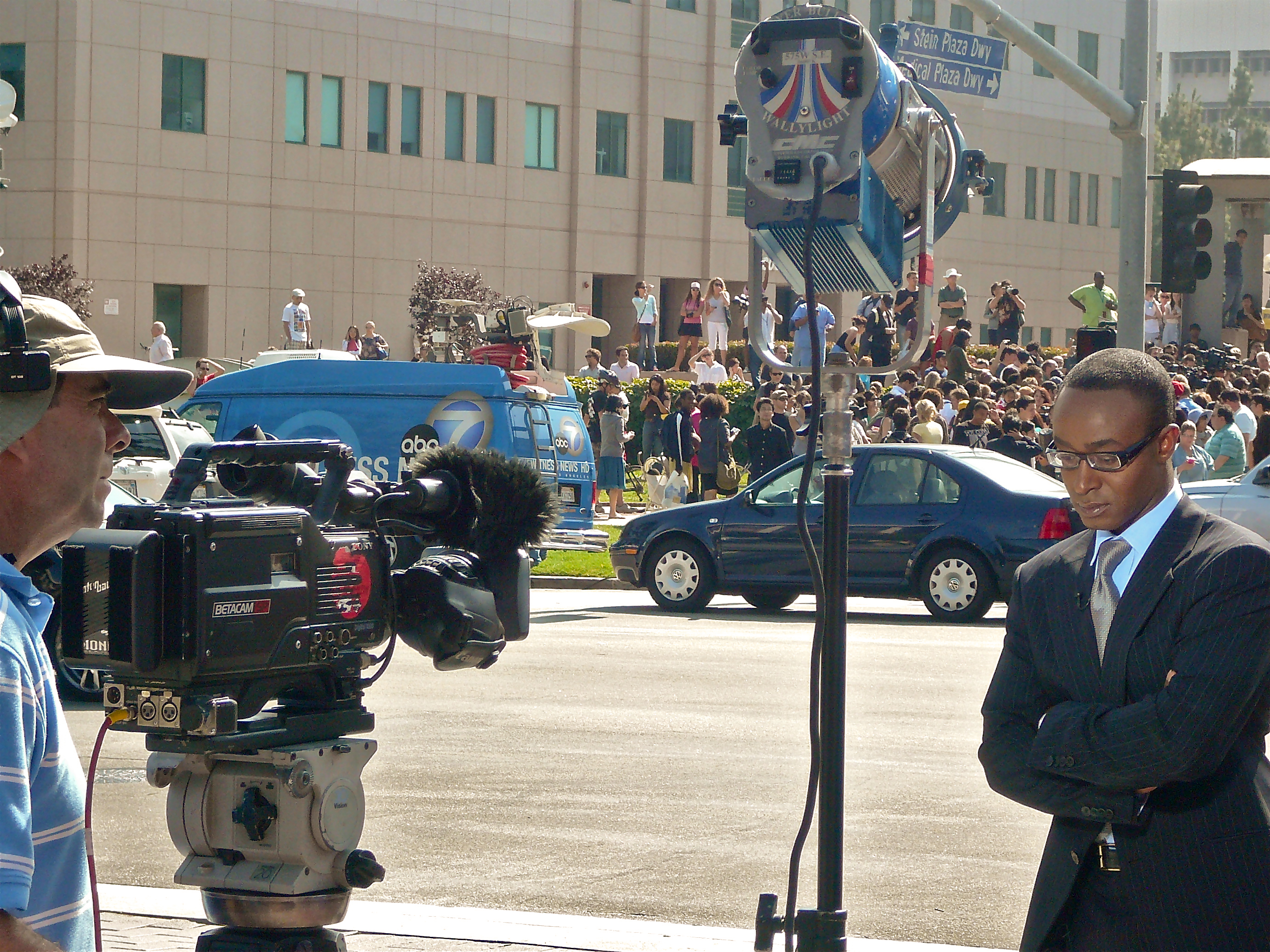
Foule rassemblée devant le Ronald Reagan UCLA Medical Center, le 25 juin 2009.

Au fur et à mesure de l'enquête, les accusations se portent sur son médecin personnel, Conrad Murray, criblé de dettes, qui lui aurait injecté du Propofol, un anesthésique, et du Lorazépam, un sédatif, en doses excessives et sans la surveillance requise. Les médecins légistes parlent alors d'« homicide accidentel » lié aux médicaments. Selon l'institut médico-légal, ces deux médicaments seraient à l'origine de la mort du chanteur, mais l'autopsie aurait révélé la présence d'autres médicaments : Midazolam, Diazépam, Lidocaïne et éphédrine, soit une combinaison de calmants et de stimulants. Le rapport de l'autopsie pratiquée au bureau du médecin légiste de Los Angeles par les docteurs Sathyavagiswaran et Rogers, que s'est procuré l'Associated Press, fait apparaître que Michael Jackson était en bonne santé. Il souffrait d'arthrite au bas de la colonne vertébrale et dans les mains et d'une inflammation des poumons, ce qui est assez courant chez un quinquagénaire. Son cœur, ses reins et ses autres organes étaient en bon état, et son poids, certes dans la moyenne basse, n'avait rien d'anormal.
Le 21 novembre 2009, la police de Los Angeles communique à la presse de nouvelles informations prouvant la culpabilité du docteur Murray dans la mort du chanteur. Pour sa défense, celui-ci a émis l'hypothèse d'un suicide de l'artiste, qui, soumis à une trop forte pression et ne se sentant pas en mesure d'assurer la série de concerts annoncée, aurait préféré mettre fin à ses jours ; cela lui sera vivement reproché à la lecture du verdict. Le 7 novembre 2011, Murray sera reconnu coupable d'homicide involontaire par la cour supérieure de Los Angeles et condamné à quatre ans de prison ; il a été libéré le 28 octobre 2013, en raison de la surpopulation carcérale.

#### Funérailles

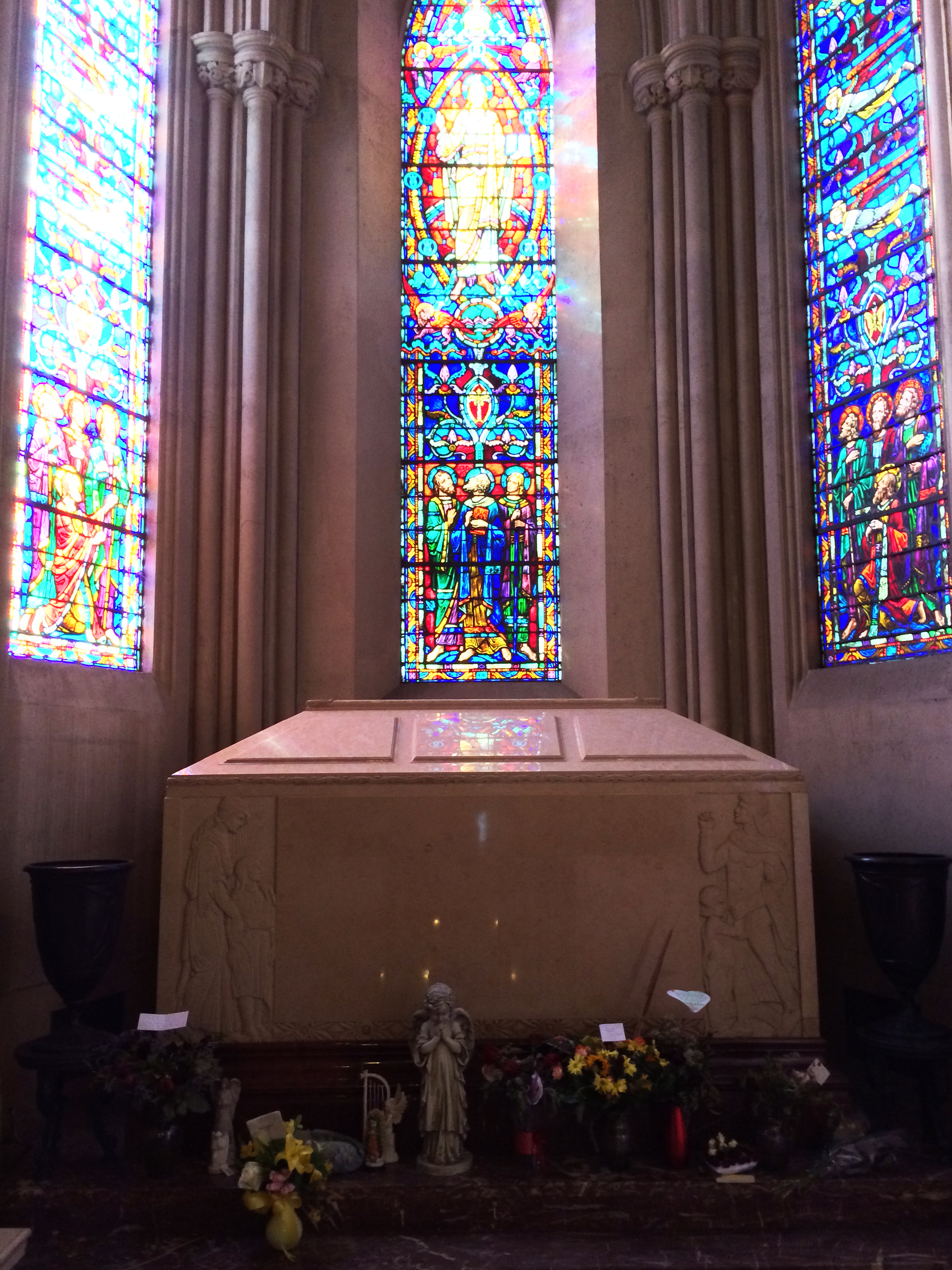
Tombeau de Michael Jackson.

Le 2 juillet 2009, la direction du Staples Center, à Los Angeles, annonce la tenue d'une cérémonie d'hommage, dont les dix-sept mille billets d'accès seront attribués aux demandeurs par tirage au sort. Le lendemain, un million six cent mille personnes auraient participé au tirage au sort effectué par l'huissier Gerard Tillobat, ce qui ferait de Michael Jackson la célébrité défunte dont l'hommage a rassemblé le plus de personnes dans le monde. L'organisation de la cérémonie est confiée à Kenneth Ehrlich (en), le producteur des Grammy Awards. AEG, propriétaire du Staples Center ainsi que des droits sur la tournée avortée de Michael Jackson, a autorisé sa retransmission gratuite en mondovision.
Durant la cérémonie, la ville de Los Angeles est sous haute sécurité, les quartiers autour du Staples Center sont bouclés et plus de 1 400 policiers sont placés en renfort pour l'occasion. Le budget pour assurer la sécurité de la ville est estimé à plus de quatre millions de dollars.
Le 7 juillet 2009, un service funèbre privé se tient à huis clos au Forest Lawn Memorial Park d'Hollywood Hills, un cimetière privé américain du nord de Los Angeles, situé près de Burbank. Il est suivi, le même jour, des funérailles publiques au Staples Center. Retransmises en direct et en mondovision, elles auraient été suivies par un milliard de téléspectateurs. De nombreux artistes, figures politiques et les proches de Michael Jackson se succèdent durant deux heures et demie sur la scène, lui rendant de vibrants hommages à proximité de son cercueil exposé. À l'issue de la cérémonie, Paris Jackson, fille de l'artiste, apparaît pour la première fois à visage découvert, rendant à son tour un émouvant hommage à son père.
Michael Jackson est inhumé le 3 septembre 2009 sur la Holly Terrace du Grand Mausolée (en), au sein d'un autre Forest Lawn Memorial Park, celui de Glendale, lui-aussi au nord de Los Angeles, dans une partie fermée au public de ce cimetière.

#### Hommage planétaire

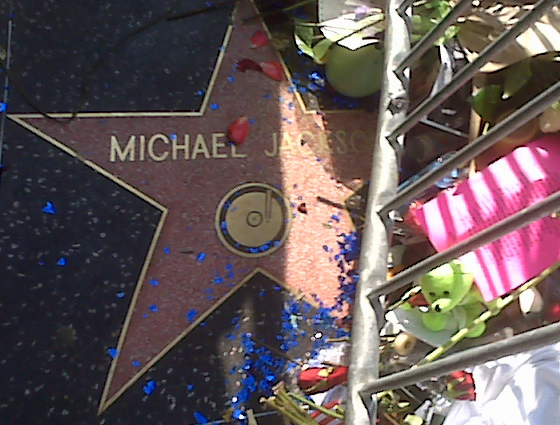
L'étoile de Michael Jackson sur le Walk of Fame, le 28 juin 2009.

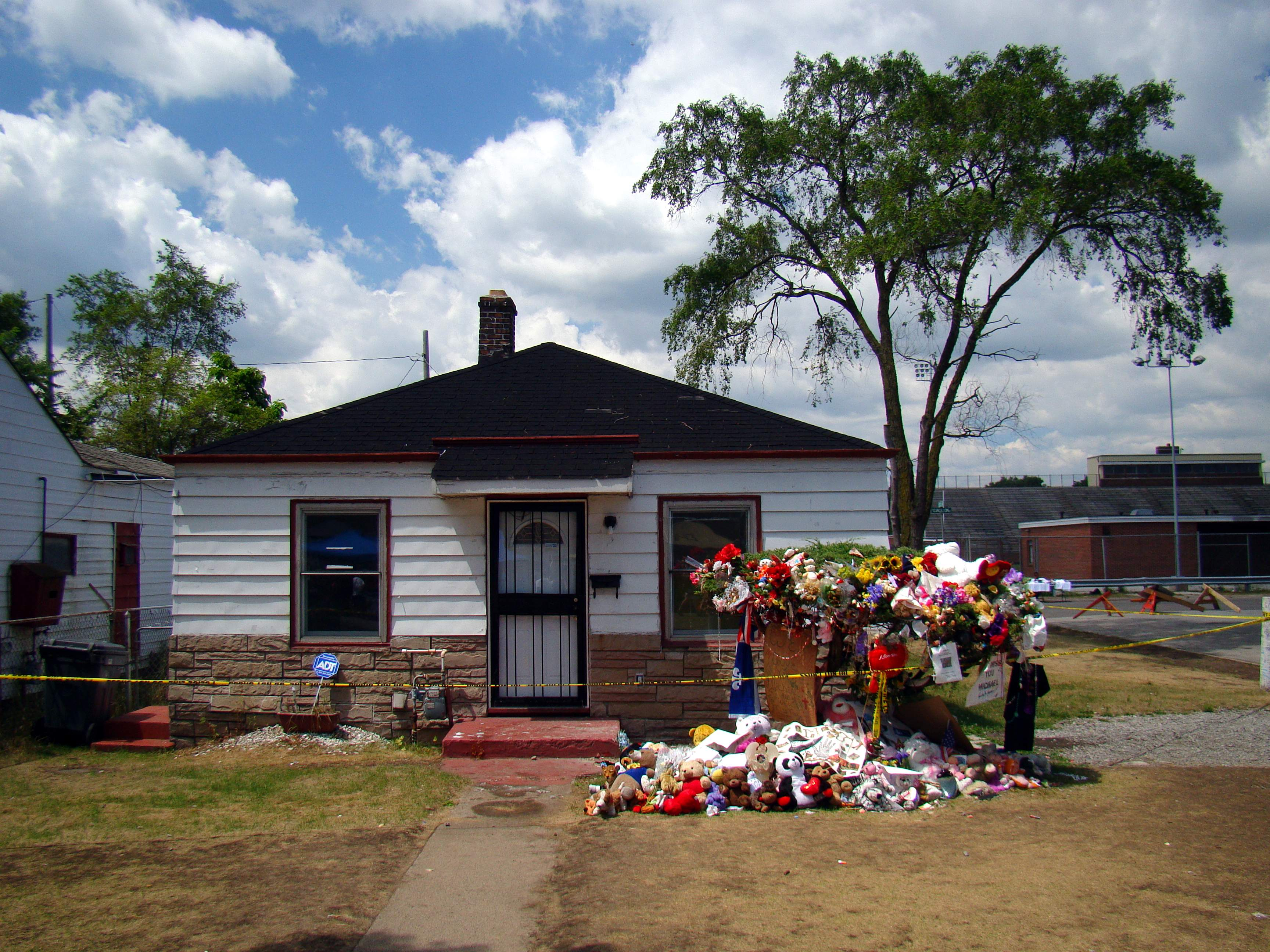
Maison de la famille Jackson au 2300, rue Jackson, à Gary (photographiée en juillet 2009 avec des hommages floraux).

À l'annonce de sa mort, de très nombreuses personnes se sont rassemblées spontanément de par le monde pour lui rendre hommage. Les membres de la Chambre des représentants des États-Unis ont observé une minute de silence en son honneur. La vague d'émotion qui a suivi sa mort a également provoqué un phénomène médiatique sans précédent, notamment au travers de l'audience mesurée par Akamai, qui a fait état d'une hausse de la consultation des sites d'information de plus de 50 %, et d'une hausse globale du trafic Internet mondial de 11 %. « Sur Facebook, le nombre de statuts à la minute s'est envolé. […] La fiabilité des sites d'information est tombée de 100 % à 86 %, alors que le temps pour afficher les pages d'accueil doublait […]. Google, submergé de requêtes « michael jackson », a d'abord cru à une attaque de spammeurs. Vendredi 26 juin, le sujet était toujours qualifié de « volcanique », le plus haut niveau d'intérêt dans l'échelle de Google. » Sur le site de musique musicMe, l'écoute des chansons de Michael Jackson a augmenté de 949 % du jour au lendemain. Durant les semaines suivantes, les ventes de disques de la star atteignent un pic inattendu, conduisant à une rupture de stock dans les magasins.
Parallèlement, ses principaux albums et singles reviennent dans les classements et atteignent une nouvelle fois le premier rang. Certains titres du chanteur dépassent même les scores établis lors de leur sortie officielle, par exemple Will You Be There au classement suisse Swiss Singles Chart. Sept semaines après sa mort, plus d'un million et demi d'albums de Michael Jackson ont été vendus en France et plus de dix-huit millions dans le monde entier,,.
Un de ses gants blancs couvert de brillants est vendu aux enchères, et acquis par le Hard-Rock Hotel de Las Vegas pour un montant de 49 000 $. Un autre de ses gants, qu'il avait acheté trente dollars et qu'il portait en 1983 lors de la cérémonie des vingt-cinq ans de la Motown, au cours de laquelle il a interprété Billie Jean en exécutant pour la première fois son moonwalk, a été vendu aux enchères pour la somme de 325 000 $ à un homme d'affaires chinois.

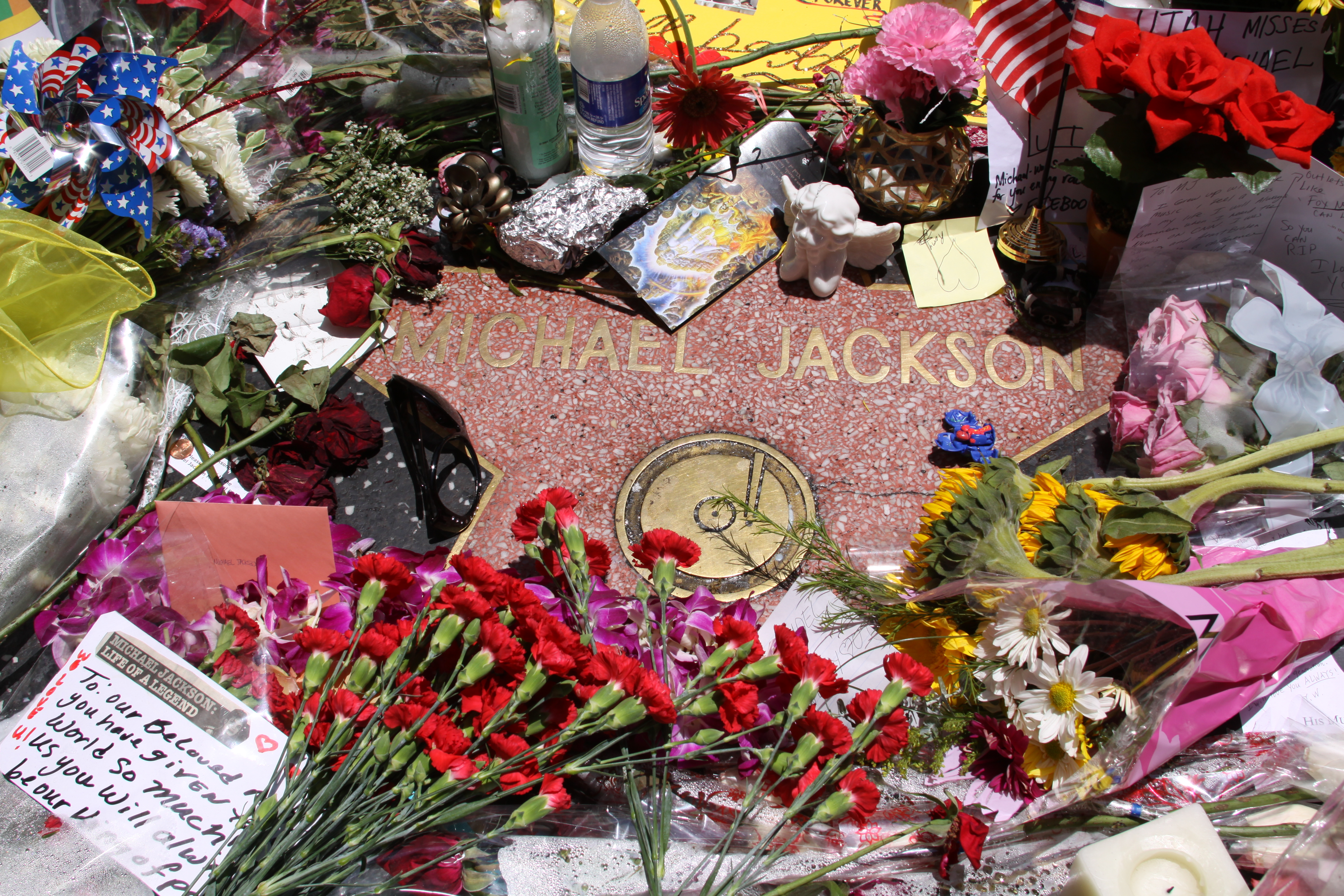
Hommage à Michael Jackson.

Graphique représentant la hausse spectaculaire du trafic des internautes sur le moteur de recherche Google pour la requête « Michael Jackson » le 25 juin 2009, date de la mort de Jackson. La première flèche correspond au moment où sa mort a été prononcée (à), et la seconde au moment où la nouvelle a été rendue publique par TMZ.com (à). Heures dans le fuseau Pacific Daylight Time (UTC-7).

De nombreux artistes de divers horizons et autres personnalités médiatiques lui ont rendus hommage, dont : Paul McCartney, Liza Minnelli, 50 Cent, Johnny Hallyday, Madonna, Britney Spears, Stevie Wonder, Miley Cyrus, Mylène Farmer, Beyoncé, Rihanna, Chris Brown ou encore Prince,,,,,,,,,,,.

## Style artistique et influences

### Musique

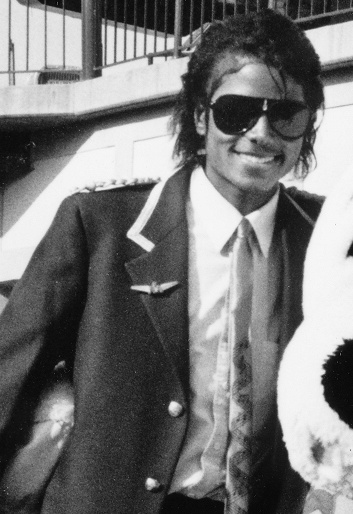
Michael Jackson en 1984.

Michael Jackson n'a reçu aucune formation musicale et ne savait ni lire ni écrire une notation musicale. Bien qu'il soit considéré comme le « roi de la pop », Michael Jackson s'est illustré dans plusieurs styles musicaux. D'un registre disco-funk dans Off The Wall, il est passé à un style mélangeant funk, hard rock (Beat It), ballade, soul (Thriller), synthpop, new jack swing, jusqu'au r'n'b contemporain dans ses derniers albums. Dans Bad, la musique est plus lourde et agressive, et s'éloigne du son groove metal et des voix aiguës qui figuraient à la fois sur Off the Wall et Thriller. Dans Living With Michael Jackson, il explique qu'il écrit des chansons en composant des paroles car d'après lui la musique s'écrit d'elle-même.
L'album Lookin' Through the Windows marque le premier début d'un changement vocal du chanteur : sa voix, jusque-là cantonnée dans le soprano, commence à muer en une voix de ténor.
Plusieurs thèmes sont abordés dans les paroles de Michael Jackson. Par exemple, dans Billie Jean, il parle d'une femme qui prétend qu'il est le père de son enfant alors que lui dément : « The kid is not my son » (« L'enfant n'est pas mon fils »), et dans Wanna Be Startin' Somethin' il plaide contre les rumeurs médiatiques. La chanson Beat It décrit la violence des gangs, en hommage à West Side Story. Il s'intéresse également à la paranoïa, au surnaturel et à la mort, mais déclare ne pas être un adepte de l'horreur. Le sujet humanitaire aussi bien que des chansons d'amour deviennent plus tard des thèmes récurrents de l'artiste. Il participe aux singles Do the Bartman, de l'album The Simpsons Sing the Blues (1990), et Happy Birthday, Lisa, de l'album Songs in the Key of Springfield (1997). En 1995, il évoque dans la chanson Childhood son enfance difficile, en particulier sa relation avec son père et la pression d'être mondialement célèbre dès son plus jeune âge. L'une des dernières chansons de Michael Jackson est Best of Joy, écrite et enregistrée en 2009, l'année de sa mort, et introduite lors du concert de This Is It,.
Les compositions de Michael Jackson mêlent mélodie, rythme et percussions corporelles. Le chanteur danse même lorsqu'il est en studio. À ses débuts, le jeune Michael Jackson doit sa technique vocale en grande partie à Diana Ross. En octobre 1969, à l'arrivée de la famille Jackson en Californie, Michael Jackson habite provisoirement chez Diana Ross. Durant cette période, il lui arrive souvent de l'observer en train de répéter. Il confessera plus tard : « C'est elle que j'étudiais, sa façon de bouger, sa façon de chanter, sa façon d'être, tout simplement. Et après, je lui disais, « Je veux être exactement comme toi, Diana. » ». Mais Michael doit surtout à Diana Ross ses vocalises idiosyncrasiques, plus particulièrement ses ooohs : à ses débuts, Michael Jackson ponctue presque toujours ses intonations de ooohs – non pas un long oooh, mais plutôt une exclamation soudaine. Diana Ross usait de cet effet dans beaucoup de ses chansons avec les Supremes, et le jeune Michael était ravi de se l'approprier. Par la suite, il diversifie ce procédé vocal, en ajoutant des variations devenues emblématiques de son style : le heee-heee, ou encore de brèves expirations syncopées évoquant un hoquet.

### Danse
Michael Jackson a également innové par ses talents de danseur, devenant l'icône de la « danse à illusion ». Le moonwalk, exécuté pour la première fois en public sur la NBC le 26 mai 1983 sur le titre Billie Jean, devient au fil du temps sa signature en matière de chorégraphie. Outre le moonwalk qu'il a popularisé, Michael Jackson pratique également sur scène des pas de danse sophistiqués tels que le sidewalk, l'airwalk, le turnwalk et plus particulièrement le lean (ou anti-gravity lean), un mouvement consistant à se pencher en avant à 45° puis à relever sans chuter, par un effet de prestidigitation, grâce à des chaussures spéciales. Il accomplit le lean pour la première fois avec ses danseurs dans le clip de Smooth Criminal,. Il a également popularisé la robot dance, en particulier sur le titre Dancing Machine, alors qu'il était encore membre des Jackson 5. Dans Living With Michael Jackson, à la demande de Martin Bashir, il démontre qu'à travers la danse, il devient l'incarnation physique de la musique : « quand je danse, je ne pense pas : penser c'est la plus grande erreur que puisse faire un danseur ; il faut ressentir les choses ; vous devenez la basse, vous devenez l'orchestre, vous devenez la clarinette, la flûte et la percussion ».

### Scène

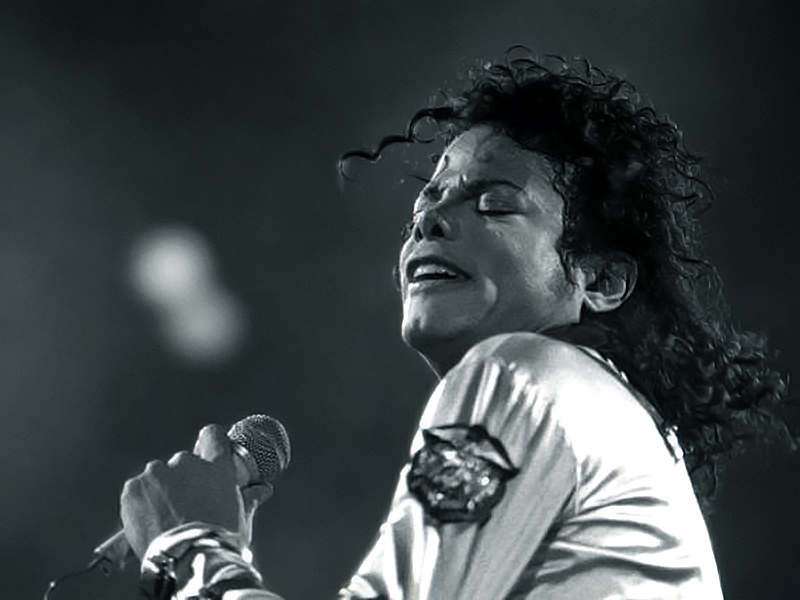
Michael Jackson lors du Bad World Tour à Vienne, en Autriche (1988).

Pionnier en matière de chorégraphie, Michael Jackson travaille beaucoup ses prestations scéniques, particulièrement au travers de ses tournées, qui sont jugées spectaculaires. Sur scène, il a recours à des effets pyrotechniques et réalise des chorégraphies particulièrement élaborées.
En 1987, le Bad World Tour de Michael Jackson est la plus grande tournée effectuée par un artiste solo. Il dépasse son propre record avec le HIStory World Tour, en 1997. Cette tournée mobilise 160 personnes à temps plein ainsi que trois scènes différentes pour chaque concert. Chacune des scènes est transportée par sept camions, totalisant 200 tonnes, auxquels s'ajoutent vingt-deux camions pour le matériel technique, ce qui représente quarante-trois camions au total[réf. souhaitée] ; un convoi à l'image du gigantisme de la tournée.
Les spectacles de Michael Jackson se démarquent en outre par son entrée sur scène, qui se veut mémorable et surprenante. Lors du Bad World Tour, il apparaît dans un nuage de fumée, procédé relativement courant à l'époque, mais les effets de ses tournées suivantes sont plus travaillés. Durant la tournée Dangerous World Tour, il est éjecté au travers de la scène par une trappe, restant par la suite plusieurs minutes sans bouger, le regard caché par une paire de lunettes Ray Ban. Durant la tournée HIStory World Tour, il apparaît au travers d'une fusée futuriste.
Michael Jackson collabore avec des guitaristes virtuoses dans un registre hard rock : Eddie Van Halen sur Beat It ou Slash sur Give In to Me. À l'instar de Prince, son principal « rival » musical, qui s'entourait sur scène de musiciennes talentueuses, Michael Jackson met en lumière des femmes guitaristes au style flamboyant, fait peu commun dans l'univers alors plutôt machiste de la musique pop-rock ; ainsi, Jennifer Batten participe aux tournées Bad World Tour, Dangerous World Tour et HIStory World Tour ; quant à Orianthi Panagaris, elle devait se joindre à la série de concerts This is it.
Michael Jackson participe très tôt à des tournées avec ses frères au sein des Jackson 5. Leur première tournée s'est tenue en 1970, alors qu'il avait seulement 11 ans, et la dernière, le Victory Tour, en 1984.
En 1987, Michael Jackson commence Bad World Tour, sa première tournée mondiale en tant qu'artiste solo. En 1992, il lance le Dangerous World Tour (dont certains concerts prévus sont annulés à la suite d'une plainte pour agressions sexuelles).
Sa dernière tournée, HIStory World Tour, se déroule du 7 septembre 1996 au 15 octobre 1997 ; Michael Jackson donne 82 concerts dans 58 villes de 35 pays, devant plus de 4,5 millions de spectateurs. Les derniers concerts de Michael Jackson ont lieu en 2001 et 2002. Les 7 et 10 septembre 2001 se tiennent au Madison Square Garden de New York deux concerts sous le nom Michael Jackson: 30th Anniversary Special, pour célébrer ses trente ans de carrière solo, réunissant une pléiade de stars (dont Britney Spears, Usher, Whitney Houston, N'Sync, Liza Minnelli, Gloria Estefan, James Ingram…). Les Jackson Five se reforment exceptionnellement dix-sept ans après leur séparation, le temps d'un medley. Malgré le prix très élevé des billets, ceux-ci se sont vendus très rapidement[réf. nécessaire]. À la suite des attentats du 11 septembre 2001 à New York, Michael Jackson organise le 21 septembre 2001 un concert caritatif intitulé United We Stand: What More Can I Give, ayant pour but de récolter des fonds pour venir en aide aux familles des victimes. What More Can I Give, une chanson écrite deux ans plus tôt pour les concerts caritatifs Michael Jackson and Friends, est interprétée à cette occasion. Michael Jackson donne son tout dernier concert le 24 avril 2002 à l'Apollo Theater de New-York, jouant seulement trois titres.
En 2009, l'artiste avait prévu son retour sur scène en annonçant This is it (traduisible par « C'est tout », « C'est fini », car l'artiste entendait mettre fin à sa carrière), une série de dix concerts à Londres, par la suite allongée de cinquante dates. Il a même été envisagé que Michael Jackson assure une tournée mondiale s'étalant sur trois ans, et sorte un nouvel album. Mais l'artiste meurt tragiquement quelques jours avant le début de la tournée, déjà repoussée une première fois à la suite de difficultés techniques et matérielles.

### Vidéoclips

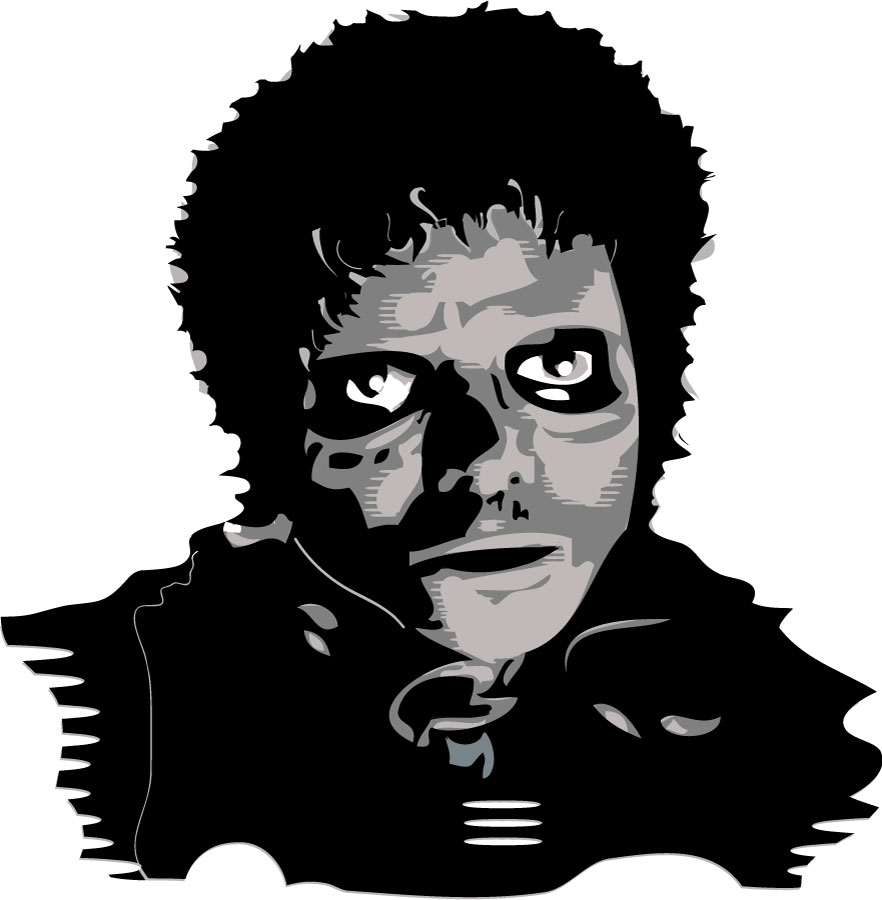
Jackson grimé en zombie dans le clip de Thriller.

Michael Jackson est l'un des premiers artistes pop ayant assuré la promotion d'une chanson en l'accompagnant d'un clip vidéo au format de mini-film. En effet, pour la première fois avec Thriller, réalisé par John Landis, un scénario construit apparaît dans un vidéo-clip coûtant plus de 500 000 $. Sa durée inhabituelle lors de sa sortie en 1983 (14 minutes pour le film principal, précédé d'un making-of de 45 minutes – également un procédé innovant) et sa chorégraphie ont largement contribué à son succès, tout comme le clip a largement contribué à populariser la nouvelle chaîne musicale MTV. Michael Jackson est d'ailleurs le premier chanteur afro-américain diffusé sur cette chaîne. Mais Thriller n'est pas la première vidéo dans laquelle il s'implique. En effet, le clip de Can you feel it des Jacksons est inspiré de Rencontres du troisième type et imaginé par l'artiste lui-même.
Parmi ses clips les plus célèbres figurent : Billie Jean, Beat it, Thriller, Bad (réalisé par Martin Scorsese), The Way You Make Me Feel, Smooth Criminal, Black or White (dans lequel il innove en introduisant le procédé de morphing à un niveau jamais vu auparavant), Ghosts, Remember the Time, Jam…
Scream est considéré comme le clip le plus cher jamais réalisé, avec un budget de 7 millions de dollars américains[réf. nécessaire]. Quatre de ses clips sont classés parmi les quinze clips les plus coûteux de l'histoire de l'industrie musicale (à plus d'un million de dollars).
Le 23 octobre 2024, Smooth Criminal devient le cinquième clip musical du chanteur à atteindre la barre du milliard de vues sur Youtube après Billie Jean, They Don't Care About Us, Beat It et Thriller, dépassant Ed Sheeran et égalant Taylor Swift. Il est le seul artiste du xxe siècle à avoir de telles statistiques sur la plate-forme de vidéo ; à titre de comparaison, Queen n'a qu'un clip à un milliard de vues tandis qu'Elvis Presley, Madonna, Prince et les Beatles n'ont tout simplement aucun clip ayant atteint le milliard de vues.

### Influences
Pour créer son style, Michael Jackson s'est inspiré des stars des années 1940-1950, notamment des pionniers de la soul, du funk et du rythm'n'blues (tous Afro-Américains comme lui), mais aussi, surtout pour ce qui concerne la danse, d'artistes aussi divers que Fred Astaire ou le mime Marceau. L'artiste qui l'a le plus influencé, notamment pour les pas de danse, est James Brown, dont Michael Jackson était un fan inconditionnel et qu'il a qualifié de « génie ». Il appréciait ses talents de chanteur et de danseur. Fred Astaire, quant à lui, a influencé Michael en ce qui concerne la chorégraphie et la vidéo. Le moonwalk, comme évoqué précédemment, tire son origine de ce dernier comme du mime Marceau. Parmi les artistes noirs qui l'ont inspirés figurent Diana Ross (voir plus haut dans la partie Musique), Sammy Davis, Jr., pour qui Michael Jackson avait écrit une chanson spécialement pour célébrer son soixantième anniversaire, et Jackie Wilson, à qui Michael Jackson rend hommage lors des Grammy Awards de 1984 en disant que « c'est en s'inspirant de Jackie qu'il est devenu un grand chanteur à son tour ». Il est possible de citer aussi comme influence, les Beatles, qu'il appréciait au point de racheter leur répertoire musical en 1985 ou de chanter par deux fois avec Paul McCartney (The Girl is mine et Say, Say, Say) et même s'il a déclaré en 1987 que les Beatles « sont bons, mais pas meilleurs chanteurs ou danseurs que les noirs ».

## Vie personnelle
La vie privée de l'artiste fait l'objet de nombreuses discussions autour de son enfance et de la relation qu'il entretenait avec son père. Devenus adultes, Michael Jackson, ses frères et sœurs déclarent avoir été malmenés physiquement et psychologiquement par leur père, Joe Jackson. En 2003, ce dernier admet avoir parfois battu ses enfants. Ces traumatismes pourraient être la cause de problèmes de santé survenus au cours de la vie de Michael Jackson,,.

### Vie amoureuse et paternité
Au début de sa carrière, Michael Jackson aurait demandé la main de l'actrice Brooke Shields, qui aurait décliné ses avances. Sa première relation notable fut, selon lui, avec l'actrice Tatum O'Neal ; mais il ne s'estimait « pas prêt à assumer la relation que [la jeune femme] souhaitait », et ils se seraient séparés en 1979. Il aurait eu également une relation avec la danseuse Tatiana Thumbtzen, au cours du Bad World Tour, avant qu'elle ne soit renvoyée par les producteurs pour avoir embrassé Michael sur scène.[réf. nécessaire]

#### Premier mariage

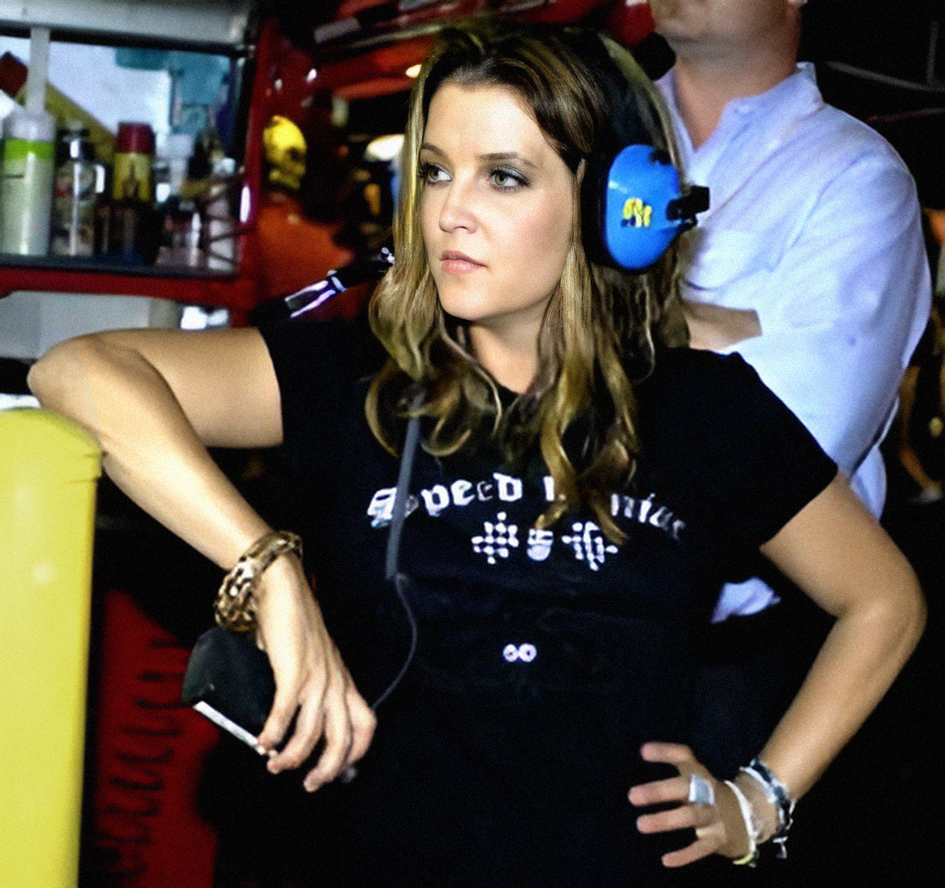
Le 26 mai 1994, Michael Jackson se marie avec Lisa Marie Presley.

Le 26 mai 1994, Michael Jackson se marie avec Lisa Marie Presley, la fille d'Elvis Presley, au cours d'une cérémonie privée en République dominicaine. Ils s'étaient rencontrés pour la première fois en 1975 (elle était alors enfant) lors d'une représentation à Las Vegas, puis se sont rencontrés de nouveau en 1993 lors d'un dîner organisé par l'artiste Brett Livingston-Stone à son domicile, et sont ensuite restés en contact par téléphone. Lisa Marie Presley est un soutien affectif important et se préoccupe de la santé de Michael Jackson pendant la période où des accusations de pédophilie sont portées contre lui. Elle expliquera : « Je pense qu'il n'a rien fait de mal et qu'il a été accusé à tort, et oui, j'ai commencé à tomber amoureuse de lui. Je tenais à le sauver. Je sentais que je pouvais le faire. ». Elle pourrait avoir persuadé son compagnon de régler à l'amiable le scandale lié aux allégations, comme les assurances de Michael Jackson le réclamaient également. Vers l'automne 1993, par téléphone, Michael Jackson propose à Lisa Marie Presley de se marier, disant : « Si je te demandais de te marier avec moi, serais-tu d'accord ? ».
Ils annoncent officiellement leur mariage le 1er août 1994. À l'époque, de nombreux médias émettent l'hypothèse que ce mariage n'est qu'une manœuvre organisée par Michael Jackson afin de détourner l'attention de ses problèmes judiciaires et de redorer son image auprès du public, ou encore qu'il s'agit d'une manigance de Lisa Marie Presley afin d'extorquer de l'argent à son époux pour l'Église de scientologie, ce que tous deux réfutent,. Le 6 décembre 1995, sous l'effet conjugué de la fatigue et d'un virus hivernal, Michael Jackson s'effondre sur la scène du Beacon Theatre, lors de la préparation du concert One Night Only. Il est transporté d'urgence à l'hôpital ; les médecins le trouvent dans un état de déshydratation aiguë et de grande faiblesse. Le lendemain du malaise, Lisa Marie Presley rend visite à son mari à l'hôpital, où aurait éclaté une dispute conjugale. Le 18 janvier 1996, Lisa Marie Presley dépose une demande de divorce, pour cause de « différences irréconciliables ». Le divorce sera prononcé le 20 août 1996.
En 1995, le couple apparaît dénudé dans le clip You Are Not Alone, s'embrassant et se câlinant, l'un des rares moments où leur affection a pu être observée par le public. Ils s'expriment à ce sujet dans un prime time présenté par Diane Sawyer, où ils affirment être un couple parfaitement normal et sexuellement actif. Au mois d'octobre 2010, Lisa Marie Presley accorde une entrevue à Oprah Winfrey, où elle confirme sa romance avec le chanteur, et réitère que Michael Jackson a subi de fausses accusations par le passé. Elle déclare également qu'ils se sont remis en couple à plusieurs reprises pendant les 4 années qui ont suivi leur divorce ; cette information est confirmée par le principal biographe de la star, J. Randy Taraborrelli.

#### Deuxième mariage
Michael Jackson rencontre Debbie Rowe quand il est diagnostiqué du vitiligo en 1981 ; elle est l'infirmière de son dermatologue Arnold Klein.
Le 14 novembre 1996, ils se marient lors d'une cérémonie civile dans la suite présidentielle du chanteur à l'hôtel Sheraton On The Park à Sydney, en Australie (ville d'origine de la mère de Debbie Rowe), seulement deux heures avant le début de la tournée mondiale HIStory World Tour qui débute par deux concerts dans cette ville les 14 et 16 novembre.
Ils ont un premier fils, Michael Joseph Jackson, Jr., né le 13 février 1997, et une fille, Paris Jackson, née le 3 avril 1998, tous les deux nés à Los Angeles. Ils divorcent à l'amiable le 8 octobre 1999. Debbie Rowe déclarera laisser en « cadeau » (après un accord de plusieurs millions de dollars) les deux enfants à la garde exclusive de Michael Jackson, abandonnant ses droits parentaux. En décembre 2005, elle saisit un tribunal familial pour récupérer ses droits parentaux, son ex-mari lui ayant refusé des droits de visite. Depuis, Debbie Rowe a définitivement abandonné ses droits parentaux moyennant une somme d'argent restée confidentielle[réf. nécessaire].

#### Paternité

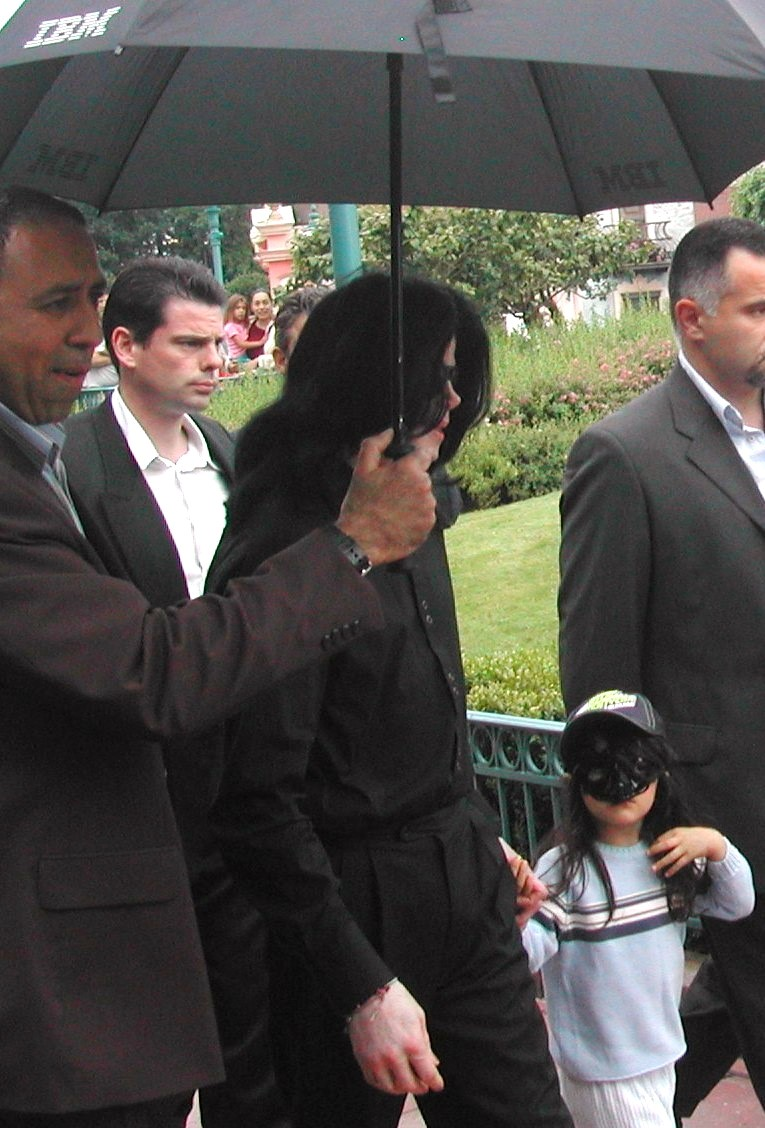
Michael Jackson et son fils Blanket au Parc Disneyland en 2006.

Debbie Rowe et Michael Jackson ont eu durant leurs trois années de mariage deux enfants : Michael Joseph Jackson, Jr., dit « Prince », et Paris Jackson, conçus par insémination artificielle dont le sperme n'est pas celui du chanteur. Plus tard, Michael Jackson fait appel à une mère porteuse dont l'identité est inconnue, afin de concevoir son enfant par fécondation in vitro. C'est ainsi que Prince Michael Jackson II, dit « Blanket », voit le jour le 21 février 2002. Blanket est le seul enfant biologique de Michael Jackson.
Au mois de novembre 2002, le chanteur se rend à Berlin pour y recevoir une récompense. Il réside à l'hôtel Adlon devant lequel de nombreux admirateurs se rassemblent. Afin de leur présenter son fils depuis le balcon de sa chambre, Michael Jackson le suspend quelques secondes au-dessus du vide, ce qui déclenche de vives polémiques dans la presse. Quelques jours plus tard, après la diffusion des images de l'incident, il déclare que c'était une « terrible erreur » et présente ses excuses dans un communiqué écrit. Dans le reportage Living with Michael Jackson en février 2003, il commente l'incident en déclarant avoir tenu fermement l'enfant, assurant qu'il ne l'aurait pas mis volontairement en danger et que les médias avaient eu tort de le juger irresponsable.
Lors de leurs apparitions publiques, les visages de Prince, Paris Jackson et « Blanket » sont dissimulés par des masques ou des voiles afin de préserver leur identité. Debbie Rowe déclara que c'était son idée, en raison des nombreuses menaces de mort anonymes que la famille recevait et de possibles tentatives d'enlèvement.
Le 3 août 2009, un peu plus d'un mois après la mort du chanteur, la justice américaine accorde la garde définitive des enfants à Katherine Jackson, la mère de Michael Jackson. Ainsi la justice respecte le souhait du défunt, qui aurait voulu que ses enfants soient élevés par leur grand-mère. En cas d'impossibilité de prise en charge de la part de Katherine Jackson, il avait désigné Diana Ross comme tutrice légale, ne mentionnant pas Debbie Rowe.

### État de santé et apparence physique
Michael Jackson souffre dans sa jeunesse de son apparence physique. Il en témoigne dans Living with Michael Jackson. Raillé par son père, il est complexé par son nez et développe une acné sévère durant son adolescence.
À partir des années 1980, ses changements physiques interrogent la presse people. En 1981, entre ses albums Off the Wall (1979) et Thriller (1982), il apparaît avec des cheveux bouclés et décrêpés, abandonnant ainsi sa coupe afro. Son nez semble modifié et continue de changer par la suite. Il aurait subi sa première rhinoplastie en 1979, à 21 ans. Ce changement physique pourrait s'expliquer par son souhait de ne pas ressembler à son père.
En 1998, Steven Hoefflin, chirurgien esthétique et médecin personnel du chanteur depuis la fin des années 1970, lui pratique une nouvelle rhinoplastie et le met en garde des dangers d'une intervention supplémentaire. Au début de l'année 2001, Michael Jackson en subit cependant une nouvelle. Le 14 novembre 2002, lors d'un procès l'opposant au producteur allemand Marcel Avram, le chanteur apparaît avec le nez recouvert d'un pansement, ce qui amène Steven Hoefflin à publier un communiqué de presse dans lequel il indique ne plus avoir pratiqué d'intervention sur Michael Jackson depuis 1998.
Durant la décennie 1980, il est diagnostiqué d'un vitiligo, une dépigmentation de la peau. Le rapport d'autopsie de 2009 confirme qu'il souffrait d'un vitiligo depuis plus de 20 ans et indique une « dépigmentation focale de la peau », c'est-à-dire une dépigmentation partielle de sa peau sur son corps avec cinq zones touchées. Des sources mentionnent qu'il utilisait une crème à base d'hydroquinone. Arnold Klein, son dermatologue de 1984 à sa mort, confie lui avoir recommandé de se débarrasser des régions foncées restantes sur son corps. Michael Jackson reconnaît en 1993, dans une entrevue avec Oprah Winfrey, se faire blanchir la peau et explique utiliser du maquillage pour créer une couleur de peau homogène au fil de l'évolution de la maladie,. Il déclare : « Qu'en est-il des millions de personnes qui s'assoient au soleil à la plage pour bronzer et devenir autre que ce qu'elles sont ? Personne ne dit rien à ce sujet. ». Cependant, le chanteur affirme être fier d'être Afro-Américain,.
Au fur et à mesure de sa carrière, il adopte un style androgyne. Il apparaît en public avec des vêtements à manches longues, des lunettes noires, portant un fédora, un masque, un parapluie (pour protéger sa peau du soleil) et son fameux gant en paillettes à la main gauche. Ces accessoires lui créent une image.
Jusqu'à sa mort, il conserve une personnalité enfantine et une voix fluette,,. Sa passion pour l'univers des contes de fées et son envie de vivre dans un monde enfantin lui avaient d'ailleurs valu le surnom de Bambi.
Son rapport d'autopsie révèle que l'artiste avait des tatouages permanents autour des yeux, des lèvres et les sourcils. Le devant de son crâne était tatoué pour camoufler un début de calvitie, qu'il cachait également sous une perruque. Son corps comportait aussi des cicatrices, notamment en raison de ses nombreuses opérations de chirurgie esthétique (derrière les oreilles, sur le côté de chaque narine et à la base du cou). L'autopsie n'a pas confirmé ni réfuté l'hypothèse selon laquelle il était atteint d'un lupus.

### Situation financière
Dans les années 1980 et 1990, les revenus annuels de Michael Jackson sont estimés à 50 millions de dollars et en 2003, la somme totale perçue au cours de sa carrière est évaluée à 2 milliards de dollars. Une grande partie de cette fortune repose cependant sur les parts qu'il possède dans le catalogue de Sony / ATV Music Publishing, comportant plus de quatre mille chansons.
En août 1985, il acquiert pour 47,5 millions de dollars ce catalogue qui inclut des chansons des Beatles, d'Elvis Presley ainsi que ses propres chansons. En 1995, Michael Jackson vend la moitié de ses parts à Sony pour 90 millions de dollars. En 2006, ce catalogue, qui génère 80 millions de dollars par an, est estimé à un milliard de dollars. En 2016, plusieurs années après la mort de Michael Jackson, la société de gestion du patrimoine du chanteur décédé vendra la deuxième moitié des parts du catalogue Sony / ATV Music Publishing à Sony (qui en deviendra alors propriétaire à 100 %) pour 750 millions de dollars.
À la suite du procès de 2005 concernant une accusation d'agression sexuelle sur mineur, Michael Jackson aurait reçu un soutien financier du cheikh Abdullah bin Hamad bin Isa Al Khalifa (en), deuxième fils du roi de Bahreïn, prenant notamment à son compte les frais de justice de 2,2 millions de dollars (1,8 million d'euros). Le prince aurait ensuite avancé 7 millions de dollars en échange de l'engagement du chanteur à publier des disques, à écrire une autobiographie et à jouer dans une comédie musicale. L'entreprise de Jackson contestant cette entente, le cheikh réclame devant la Haute Cour de Justice de Londres le remboursement de la somme. Le 23 novembre 2008, un accord à l'amiable est conclu entre les deux parties.
En 2007, la fortune de Michael est estimée à 236,6 millions de dollars, soit 168,25 millions d'euros, selon une déclaration de l'Associated Press[réf. nécessaire]. Des journalistes estiment ses dettes à plus de 300 millions de dollars. À cette époque, la valeur du ranch de Neverland est estimée à 33 millions de dollars. Michael détient également 20 millions de dollars d'antiquités, de voitures, de pièces de collections et autres biens. Neverland devait être vendu aux enchères le 19 mars 2008, pour couvrir une dette de 24,5 millions de dollars, mais le fonds d'investissement américain Colony Capital lève finalement l'hypothèque. Le ranch est finalement vendu pour 35 millions de dollars au début de novembre 2008 et reprend son nom d'origine Sycamore Valley Ranch.
Malgré une fortune considérable, Michael Jackson emprunte plus de 200 millions de dollars afin de maintenir son train de vie personnel, que les journalistes estiment à 30 millions de dollars par an. Il emprunte principalement cet argent à Sony, utilisant comme gage les 50 % de Sony / ATV Music Publishing qu'il possède.
En 2009, son testament provoque la surprise et révèle une situation financière plutôt avantageuse : son patrimoine personnel étant estimé à 500 millions de dollars à l'époque de sa rédaction, vaut désormais un milliard de dollars, notamment grâce aux droits détenus sur le catalogue musical Sony / ATV Music Publishing.
À la suite de son décès, les deux gérants de l'empire financier de Michael Jackson ont signé en deux mois pour plus de 80 millions de dollars d'accords commerciaux et cent millions de dollars de revenus supplémentaires à la fin de l'année 2009. Un contrat de 15 millions de dollars est conclu avec Universal pour la commercialisation de produits dérivés, et l'exploitation du ranch de Neverland serait à l'étude. En mars 2010, les héritiers de Jackson parviennent à un accord avec Sony Music : un contrat de 250 millions de dollars est signé, ce qui représente un record absolu pour un artiste disparu. Cette somme permet à ses héritiers de régler les dettes et de relancer l'empire érigé par la superstar,. Le 21 avril 2010, une entente est conclue entre la succession de Michael Jackson et le Cirque du Soleil, afin de préparer une tournée de spectacles en hommage au chanteur disparu, ainsi qu'un spectacle permanent à Las Vegas en 2012. La production estimée à 80 millions de dollars sera la plus élaborée et dispendieuse de toute l'histoire du Cirque. MGM Mirage prévoit aussi la création d'une boîte de nuit à Las Vegas aux couleurs du Roi de la pop.
En juin 2010, Billboard estime que Michael Jackson a généré au moins un milliard de dollars de chiffre d'affaires dans l'année suivant son décès. Fin 2010, selon un classement établi par le magazine Forbes, Michael Jackson serait la personnalité décédée la plus rentable, ayant généré pas moins de 275 millions de dollars de revenus depuis sa mort. Il dépasse ainsi Elvis Presley, situé à la seconde place avec 60 millions de dollars générés par an, suivi par l'auteur J. R. R. Tolkien qui continue de générer environ 50 millions de dollars par an.

## Controverses

### Accusations d'agressions sexuelles sur mineurs
Sans cesse à la recherche d'une enfance qu'il n'a jamais vraiment connue, ce dont témoigne par exemple sa chanson Childhood, Michael Jackson, souffrant du syndrome de Peter Pan, s'est progressivement construit un univers onirique au sein de son Ranch de Neverland.
Sa proximité avec les enfants a fait naître des rumeurs et donné lieu à deux accusations d'agressions sexuelles sur mineur. Incidemment, chacune des deux accusations a été déposée quelques mois après la diffusion d'un des principaux entretiens télévisés auxquels l'artiste a participé, respectivement l'Oprah Winfrey Show (10 février 1993) et Living with Michael Jackson (diffusé le 3 février 2003).
En 1993, Michael Jackson est poursuivi pour agressions sexuelles sur mineurs sur Jordan Chandler, alors âgé de 13 ans, mais les charges sont abandonnées après un accord à l'amiable avec la famille.
En 2003, peu de temps après la parution du documentaire Living with Michael Jackson, dans lequel il admet partager son lit avec des enfants, Jackson est attaqué en justice par Gavin Arvizo âgé de 13 ans au moment des faits, mais sort acquitté en 2005.
En 2019, un documentaire controversé Leaving Neverland partage les témoignages de Wade Robson et James Safechuck, deux victimes présumées. En 2023, la justice américaine autorise les deux hommes à attaquer les sociétés du chanteur défunt : MJJ Productions et MJJ Ventures.

#### Affaire Chandler
Le 17 août 1993, Michael Jackson est accusé d'agression sexuelle sur mineur par un adolescent de treize ans nommé Jordan Chandler. Jackson et la famille Chandler se sont rencontrés en mai 1992 et une forte amitié s'est développée entre la star et le garçon. En février 1993, l'artiste invite l'adolescent et sa famille à passer un week-end au ranch de Neverland, et dans les mois qui suivent, Jordan, sa demi-sœur et sa mère accompagnent Michael Jackson dans de nombreux déplacements (notamment à Monaco pour les World Music Awards en mai 1993). Cette complicité avec Jordan aurait rendu Evan Chandler, son père biologique, jaloux, et celui-ci n'aurait pas hésité à exiger le financement de voitures ou de voyages[réf. nécessaire]. Après avoir appris que Sony et Jackson avaient conclu une entente de plusieurs millions de dollars pour d'éventuelles productions cinématographiques, Evan Chandler aurait demandé au chanteur de financer des scénarios de films qu'il avait écrit, ce qu'il aurait refusé[réf. nécessaire]. Plus tard, Evan Chandler, qui est dentiste, affirme que son fils Jordan, sous l'effet d'un puissant sédatif qu'il lui aurait administré dans son cabinet, lui aurait avoué que Michael Jackson se serait livré à des pratiques sexuelles avec lui.
Evan Chandler aurait alors exigé que Michael Jackson lui verse 20 millions de dollars, ou il porterait l'affaire devant les tribunaux[réf. nécessaire]. Jackson refuse et ses avocats prétendent que toutes ces accusations ne sont qu'une tentative d'extorsion de fonds. Quelques jours plus tard, l'affaire prend de l'ampleur lorsque Jordan affirme à un psychologue que lui et Michael Jackson s'étaient embrassés, masturbés et avaient eu des rapports bucco-génitaux,.
Le père, Evan Chandler, porte plainte au civil le 14 septembre 1993. Une enquête judiciaire est alors ouverte. Des fouilles sont organisées au ranch de Neverland, tandis qu'enfants, amis et membres de la famille Jackson démentent que Michael soit pédophile.
La réputation de Michael Jackson se dégrade davantage lorsque sa sœur aînée, La Toya, alors en froid avec sa famille, déclare sur MTV : « Je dois vous dire que c'est vraiment très dur pour moi. Michael est mon frère, je l'aime beaucoup, mais je ne peux pas et ne veux pas être une collaboratrice silencieuse de ses crimes contre de jeunes enfants innocents. Si je garde le silence, ça signifie que je nourris la culpabilité et l'humiliation que ces enfants ressentent et je pense que c'est injuste. […] Ces enfants vont être marqués pour le restant de leurs jours et je ne veux pas voir d'autres jeunes enfants innocents affectés de la sorte ». La Toya est ensuite revenue à plusieurs reprises sur ses propos en expliquant que son ex-mari, Jack Gordon, l'obligeait à accuser son frère, lui disant quoi dire aux médias ; elle a aussi affirmé qu'elle considérait Michael Jackson comme une personne merveilleuse et un père fabuleux,,.
Au cours des premières auditions, Jordan Chandler aurait donné une description précise des parties génitales (taches brunes sur les fesses et marques sur les testicules) de Michael Jackson, et celui-ci sera contraint de procéder à une séance de photographie de son anatomie, réalisée dans son ranch, afin de vérifier si la description donnée par Chandler était valide et ses accusations potentiellement fondées,. Le chanteur fait alors une déclaration publique où il proclame son innocence et critique les médias pour ce qu'il perçoit comme un parti-pris contre lui,. Selon Michael Jackson et Lisa Marie Presley, interrogés en 1995, les descriptions de l'adolescent, confrontées aux photos, ne correspondaient pas,.
Du fait du surcroît de stress généré par ces accusations, Michael Jackson aurait augmenté la prise des anti-douleurs qu'il consommait déjà, à la suite de ses graves brûlures en 1984 : du Valium, du Xanax et de l'Ativan, auxquels il devient dépendant à l'automne 1993. Sa santé s'est détériorée à un tel point qu'il doit annuler plusieurs concerts à la fin de sa tournée Dangerous World Tour pour faire une cure de désintoxication pendant quelques semaines. Il cesse également de s'alimenter normalement et commence à perdre du poids. Face à cette santé déclinante, ses amis et les avocats qui s'occupent de sa défense comme de ses finances lui conseillent de gérer cette affaire en dehors des tribunaux, estimant qu'un long procès serait dommageable pour son image et ses revenus.
Le 25 janvier 1994, la famille Chandler et le clan Jackson signent un accord à l'amiable dont le montant est estimé à 25 millions de dollars, pour faire retirer la plainte. Cette transaction met fin à la plainte au civil. Le 22 septembre 1994, après avoir interrogé de nombreux témoins, la justice constate l'absence de preuves et le manque de témoignages pouvant corroborer les accusations (Jordan Chandler n'ayant pas témoigné)[réf. nécessaire] et clôt cette enquête criminelle, qui aurait probablement abouti à un non-lieu.
Peu de temps après la mort du chanteur en juin 2009, une rumeur émanant du site Internet américain Trashselector, avance que Jordan Chandler serait revenu sur ses déclarations portées en 1993 et aurait admis avoir menti. Toutefois, l'information n'ayant jamais été authentifiée, rien ne permet d'affirmer qu'il s'agissait des aveux du vrai Jordan Chandler.
Le 5 novembre 2009, Evan Chandler, le père de Jordan, se donne la mort en se tirant une balle dans la tête à son domicile, dans le New Jersey. Le motif de ce suicide est inconnu.

#### Affaire Arvizo

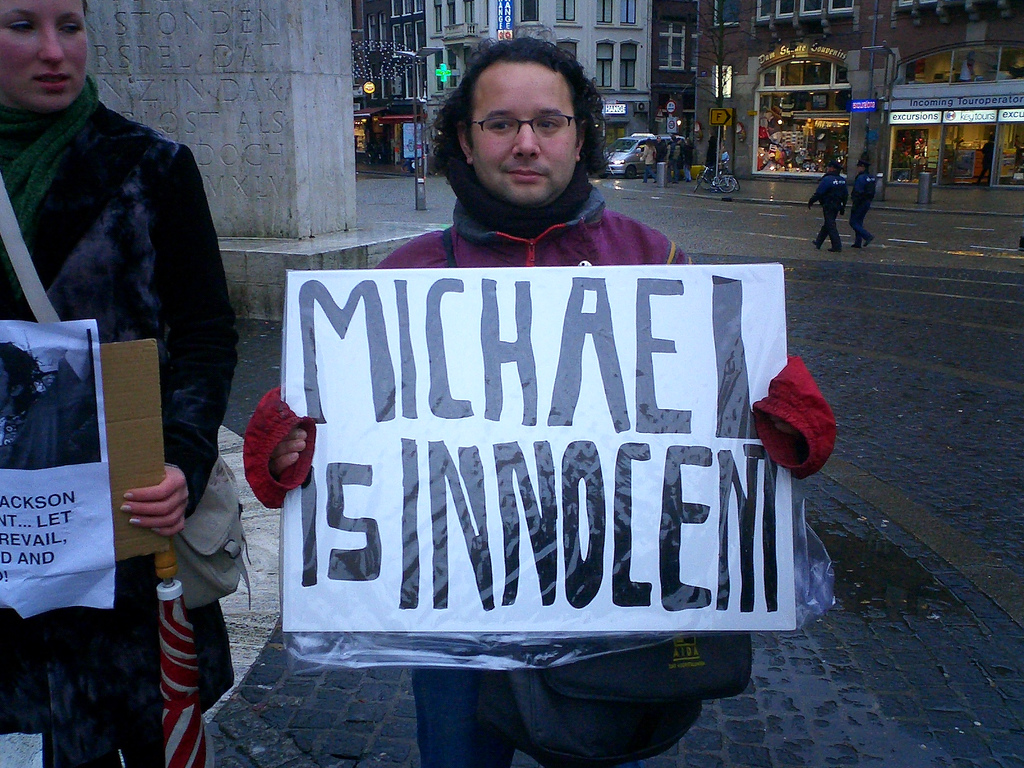
Fan néerlandais clamant l'innocence de Michael Jackson (2004).

Michael Jackson apparaît dans le documentaire Living with Michael Jackson, filmé sur une période qui s'étend entre mai 2002 et janvier 2003 et diffusé le 3 février 2003 sur la chaîne de télévision britannique ITV Granada. Au cours de l'entretien avec le journaliste Martin Bashir, il parle de son enfance, de sa jeunesse et de sa vie privée. Dans le film, il est vu en train de dépenser plusieurs millions de dollars dans un magasin à Las Vegas. Alors qu'il tient la main du jeune Gavin Arvizo, un rescapé du cancer, il confie qu'il ne trouve rien de choquant au fait qu'un adulte dorme avec un enfant. Ces déclarations suscitent la polémique.
Le 18 novembre 2003 (jour de la sortie de la compilation Number Ones incluant le nouveau titre One More Chance), 70 policiers perquisitionnent Neverland après plusieurs mois d'enquête. Un mandat d'arrêt est lancé contre l'artiste, qui se trouve alors à Las Vegas pour tourner un nouveau clip,. Il est interrogé et libéré sous caution avant d'être inculpé pour agression sexuelle. Acceptant de se rendre aux forces de l'ordre, Jackson déclare être victime d'une tentative d'extorsion de fonds de la part d'une famille de maîtres-chanteurs.
Le journal Santa Barbara News-Press rapporte que des empreintes digitales du chanteur et du garçon qui l'accuse de viol ont été trouvées sur des magazines pornographiques dans le ranch de Neverland. Selon le livre Michael Jackson Conspiracy rédigé par Aphrodite Jones, l'accusation tenta d'utiliser lesdites empreintes digitales comme élément de preuve contre Jackson. La défense a quant à elle remis en question la fiabilité de cette preuve en déclarant que les magazines où figurent les empreintes n'avaient pas été analysés au moment de leur saisie et qu'ils avaient pu être manipulés par l'accusateur lors d'une audience devant le grand jury.
Gavin Arvizo accuse Jackson d'avoir abusé de lui alors qu'il était âgé de treize ans. Son frère cadet, Star Arvizo, précise que le chanteur leur aurait servi du vin et qu'il leur aurait montré des sites Internet pornographiques,.
Janet Arvizo, la mère de Gavin, prétend aussi avoir été séquestrée avec ses enfants à Neverland pour l'empêcher de parler.

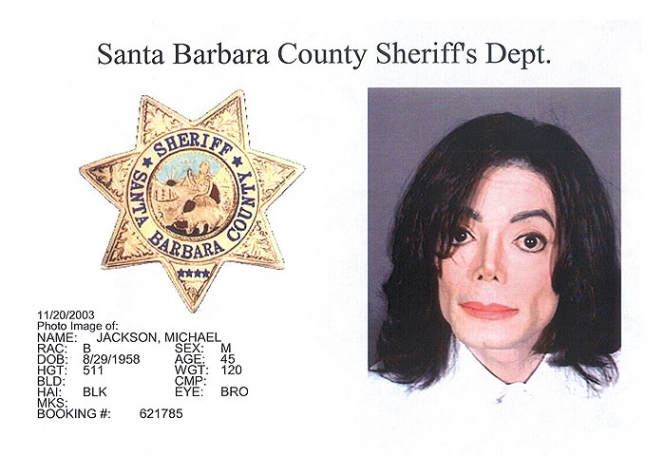
Michael Jackson, alors âgé de 45 ans, photographié par le bureau du shérif du comté de Santa Barbara à la suite de son arrestation en novembre 2003.

Michael Jackson, qui clame son innocence, se voit signifier, le 31 janvier 2005, dix chefs d'inculpation passibles de vingt années de prison l'inculpant notamment d'agression sexuelle sur mineur dans le comté de Santa Barbara, de tentative de séduction par la contrainte en tentant de faire boire de l'alcool, d'intention d'enlèvement, ainsi que de séquestration d'enfant et des membres de sa famille.
Le procès People vs Jackson s'ouvre à Santa Maria deux ans après les premières investigations, et dure cinq mois, jusqu'à la fin mai 2005. La santé de Michael Jackson décline : perdant du poids, il doit même être hospitalisé à deux reprises.
Le procureur chargé de l'enquête, Thomas Sneddon (en), est le même qui, dix ans auparavant, avait dû classer l'affaire à la suite du retrait de la plainte des Chandler (cf. supra).
Lors de ce procès, l'accusation veut faire témoigner le premier accusateur, Jordan Chandler, mais l'avocat de Michael Jackson, Thomas Mesereau, rassemble de son côté plusieurs témoins du premier procès en faveur de son client. La mère de Jordan, interrogée, déclare qu'elle n'a pas été témoin d'attouchements ni de comportements inappropriés à l'égard de son fils ; elle précise qu'elle a signé un accord de confidentialité ne lui permettant pas de divulguer les détails.
Le 13 juin 2005, le jury populaire du tribunal californien composé de huit femmes et quatre hommes rend son verdict et acquitte le chanteur de tous les chefs d'inculpation. Dans une conférence de presse, le jury a souligné le manque de preuves, le caractère contradictoire des témoignages présentés par l'accusation et la nature manipulatrice de la mère, dont une enquête a démontré qu'elle était une habituée des plaintes calomnieuses et qu'elle avait ouvert plusieurs comptes en banque pour récolter de l'argent et escroquer les services sociaux.
Le procureur Thomas Sneddon, persuadé de la culpabilité de Michael Jackson et accusé de mener une vendetta contre l'artiste par les avocats de ce dernier, déclare : « Évidemment, nous sommes déçus par ce verdict […], mais nous maintenons notre confiance au système judiciaire ». Les fans du chanteur accueillent la nouvelle de l'acquittement par des cris de joie.

#### Nouvelles accusations en 2019
Le 25 janvier 2019, un documentaire intitulé Leaving Neverland, réalisé par Dan Reed, est présenté en avant-première au Festival du film de Sundance 2019. Deux hommes, Wade Robson et James Safechuck, affirment avoir été abusés sexuellement par l'artiste lorsqu'ils avaient respectivement sept et dix ans,. La famille de Michael Jackson porte plainte et réclame 100 millions de dollars à HBO,,.
À la suite de la diffusion de ce documentaire, plusieurs stations de radio québécoises et néo-zélandaises décident de retirer les chansons de Michael Jackson de leur programmation. Les producteurs de la série d'animation Les Simpson décident de retirer des plateformes de streaming et des prochaines rééditions DVD le premier épisode de la saison 3 dans lequel Michael Jackson prêtait sa voix à un personnage. En mars 2019, le chanteur Drake, alors en tournée européenne, a pris la décision de ne plus interpréter sur scène la chanson Don't Matter to Me, une démo inédite de Michael Jackson.
Le réalisateur, qui revendique le parti pris d'un récit unilatéral à charge — d'autres témoins ayant connu le chanteur alors qu'ils étaient enfants et adolescents, notamment Macaulay Culkin, Corey Feldman, nient tout caractère pédophile de celui-ci — est un militant pour l'abolition du délai de prescription dans les affaires d'agressions sexuelles sur mineurs et estime primordial de prendre en considération la parole des présumées victimes,. Par ailleurs, Brandi Jackson, qui est la fille de Jackie Jackson et la nièce de Michael Jackson, affirme avoir entretenu une liaison, d'abord amicale puis intime, avec Wade Robson, durant plus de sept ans, à partir de 1991 – donc durant la période concernée par les allégations d'agressions sexuelles – et qui aurait été favorisée par Michael Jackson lui-même ; elle remet donc en cause le récit de Wade Robson, qu'elle qualifie d'opportuniste, et par conséquent l'ensemble du documentaire, où elle n'est jamais mentionnée.
Les deux plaignants, Wade Robson et James Safechuck, n'avaient pas pu engager de poursuites contre le chanteur après leurs dépôts de plainte en 2013 et 2014, la date des faits allégués induisant une prescription des affaires. Mais un changement de loi concernant la prescription permet de relancer les affaires en 2020. Cependant, la justice américaine décide en 2021 que les plaignants ne peuvent pas attaquer les sociétés du chanteur, estimant que ces sociétés ne sont pas responsables des actes de leurs employés. Puis, en appel, en 2023, la justice estime qu'une société peut faciliter une agression et ne peut être exemptée de protection des enfants : les deux hommes plaignants sont alors autorisés à intenter une action judiciaire contre les deux sociétés du chanteur : MJJ Productions et MJJ Ventures,.

### Plagiats musicaux
Le 4 septembre 2007, la cour d'appel de Bruxelles statue que la chanson You Are Not Alone, écrite par R. Kelly pour Michael Jackson, est un plagiat d'un morceau des frères jumeaux Danny et Eddy van Passel publié en 1993 sous le titre If we can start all over. Selon cette décision, les droits d'auteur indûment versés à R. Kelly doivent être restitués aux Van Passel. Depuis ce jugement – uniquement reconnu en Belgique – la chanson n'est plus diffusée sur les chaînes de radio et télévision belges.
Le titre Wanna Be Startin' Somethin' utilise un sample du morceau Soul Makossa du compositeur camerounais Manu Dibango, sorti en 1972, dont Jackson a repris, sans autorisation, le refrain et le désormais célèbre Mama-se, mama-sa, mama-coo-sa (qui est à l'origine inspiré d'un chant traditionnel africain). Un accord financier à l'amiable est trouvé.
En 2007, la chanteuse Rihanna reprend le même Mama-se, mama-sa, mama-coo-sa dans sa chanson Don't Stop The Music. Estimant que l'accord n'est pas respecté, Manu Dibango attaque Jackson et Rihanna en justice, mais le juge le déboute sur la forme, en attendant une décision sur le fond.

## Engagements et relations médiatiques

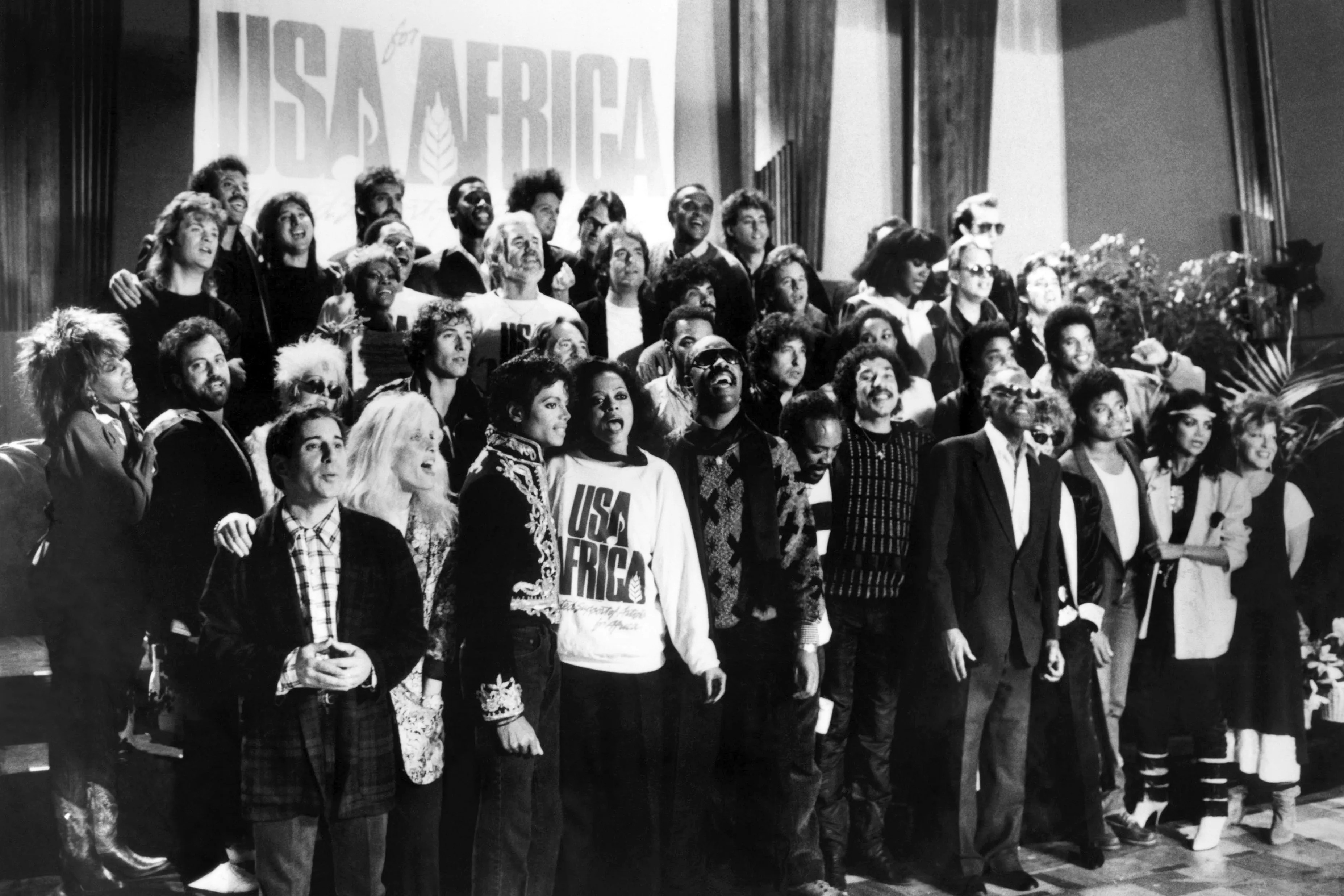
Plusieurs dizaines d'artistes dont Michael Jackson, ici en 1985, posant pour la promotion de la fondation USA for Africa.

### Action caritative
Michael Jackson a composé plusieurs chansons à vocation caritative dont :
- 1985 – We Are the World, afin de collecter des fonds pour lutter contre la famine en Éthiopie ;
- 1988 – Man in the Mirror, bien que Michael Jackson ne l'ait pas composé, cette chanson appel à la paix et à l'amour, dont le clip montre les grands moments du XXe siècle et dénonce la pauvreté dans le monde ;
- 1991 – Heal the World, visant à récolter des fonds pour la lutte contre la famine, la pauvreté et les maladies infantiles ;
- 1993 – Gone Too Soon, chanson reprise afin de rendre hommage à Ryan White, victime du sida ;
- 1995 – Earth Song, hymne pop-gospel contre la destruction de l'environnement ;
- 2001 – What More Can I Give, afin de récolter des fonds destinés aux victimes des attentats du 11 septembre 2001 ;
- 2005 – From The Bottom Of My Heart (sortie annulée) pour venir en aide aux victimes de l'ouragan Katrina.

En 1980, Michael Jackson donne au Nassau Coliseum de New York un concert intitulé UNICEF Benefit Concert, au bénéfice de l'UNICEF. Il récolte et donne 5 millions de dollars pour des œuvres caritatives grâce à la tournée Victory Tour.
Le 27 janvier 1984, durant le tournage d'un film publicitaire pour Pepsi-Cola, une étincelle provoquée par les équipements pyrotechniques met le feu aux cheveux de Michael Jackson. Michael est amené d'urgence au Cedars Sinai Hospital pour des brûlures du cuir chevelu. Avec l'argent qu'il perçoit de l'assurance (soit un million et demi de dollars), il crée le Michael Jackson Burn Center, un centre de soins pour les grands brûlés.
En mai 1984, il est reçu à la Maison Blanche par le président Ronald Reagan, qui le décore pour son implication dans une campagne de lutte contre l'alcool au volant.
En 1985, il coécrit avec Lionel Richie la chanson We Are the World pour une œuvre de charité en faveur de la lutte contre la famine en Éthiopie. L'enregistrement réunit quarante-quatre vedettes de la scène musicale américaine, dont Harry Belafonte, Cyndi Lauper, Diana Ross, Ray Charles, Stevie Wonder, Bruce Springsteen et Tina Turner, ainsi que quatre frères de Michael Jackson et sa sœur La Toya. Le single se vend à plusieurs millions d'exemplaires aux États-Unis, devenant le single à but caritatif le plus vendu de tous les temps (record battu en 1997 par Elton John avec Candle In The Wind, chanson écrite à l'origine en hommage à Marilyn Monroe et rééditée dans une nouvelle version dédiée à Lady Diana).
Le 3 mars 1988, lors du Bad World Tour, Jackson donne au Madison Square Garden de New York un concert privé, dont les bénéfices sont versés à l'organisation caritative afro-américaine United Negro College Fund.
En 1990, il est nommé « artiste de la décennie » par le président George H. W. Bush. En 1992, ce dernier le nomme Point of Light Ambassador, pour avoir accueilli dans son ranch de Neverland des enfants défavorisés, orphelins ou malades, auxquels il offrait des instants d'évasion, les aidant à se rétablir. Il est, à ce jour[Quand ?], le seul artiste à avoir reçu ce prix.
En 1992, il annonce la création de sa propre organisation caritative, intitulée Heal The World Foundation, qui a pour mission de lutter contre la pauvreté, la famine et le travail des enfants. Il déclare vouloir améliorer les conditions de vie des enfants partout dans le monde. Tous les bénéfices du Dangerous World Tour sont versés à des organisations caritatives, dont la Heal The World Foundation.
En juin 1999, Jackson rejoint le ténor Luciano Pavarotti pour un concert à Modène, en Italie. Les bénéfices du concert sont versés à l'association à but non lucratif War Child, l'Opération Force alliée et aux enfants du Guatemala. La même année, sont organisés deux concerts à but caritatif intitulés Michael Jackson & Friends, l'un au Stade Olympique de Séoul en Corée du Sud et l'autre au Stade Olympique de Munich en Allemagne. Ces concerts réunissent sur scène Michael Jackson et quelques-unes des plus grandes stars mondiales du moment (Andrea Bocelli, Mariah Carey, Scorpions, Noa, Ringo Starr, etc.). Les bénéfices de ces deux concerts sont versés à la fondation Nelson Mandela Children's Fund, la Croix-Rouge et l'UNESCO.
Une chanson écrite pour l'occasion, What More Can I Give, ne sera finalement pas interprétée sur scène ni commercialisée avant les attentats du 11 septembre 2001 (voir ci-dessous).
En 2000, le Livre Guinness des records mentionne que Michael Jackson est l'artiste qui a soutenu le plus d'actions caritatives (39 œuvres caritatives soutenues). Lors d'un discours à l'Université d'Oxford le 14 février 2001, Michael Jackson lance Heal The Kids, dans le cadre de sa fondation Heal The World, afin de contribuer au bien-être des enfants dans le monde.
Le 21 octobre 2001, un concert caritatif intitulé United We Stand: What More Can I Give est organisé au RFK Stadium de Washington D.C., afin de récolter des fonds pour les familles des victimes des attentats du 11 septembre 2001. La chanson éponyme (écrite deux ans plus tôt, mais restée inédite) est interprétée à cette occasion, mais le single What More Can I Give, réunissant Jackson et de très nombreux artistes – parmi lesquels Céline Dion, Beyoncé, Usher, Luther Vandross, Mariah Carey – n'est pas commercialisé à la suite du refus de Sony (au motif que le producteur de la chanson, Marc Schaffel, serait également un producteur de films pornographiques[réf. nécessaire]) ; le titre est cependant disponible en téléchargement payant sur Internet, et l'argent récolté profite aux victimes des attentats du 11 septembre. Un clip a également été produit, et la chanson a par ailleurs été traduite en espagnol sous le titre Todo Para Ti, avec entre autres la participation de Shakira, Ricky Martin, Gloria Estefan.
Après la mort du chanteur, ses biens ont été placés sur un fonds privé. Ses trois enfants, ainsi que sa mère Katherine qui en a la garde, perçoivent 80 % de sa fortune, le reste se destinant à des organisations caritatives.

### Relation avec les médias et rumeurs
Peu à l'aise concernant les questions sur sa vie privée devant les caméras, Michael Jackson a rarement accordé d'entretiens télévisés. Sa première interview remonte à 1979. Il a fallu attendre l'Oprah Winfrey Show en 1993, pour que le « King of Pop » fasse une apparition télévisée lors d'une entrevue retransmise en direct. Parmi ces rares apparitions, on peut notamment citer :
- en 1979, interview pour Soul Beat[315] ;
- en janvier 1980, interview par Sylvia Chase pour l'émission 20/20 de la chaîne ABC[317] ;
- le 10 février 1993, lors du Oprah Winfrey Show, émission suivie en direct dans le monde entier (l'entretien se déroule au domicile du chanteur en Californie) ;
- en juin 1995, lors de l'émission Prime Time Live sur ABC, présentée par Diane Sawyer, en compagnie de son épouse de l'époque, Lisa-Marie Presley.
- en 1995 à l'occasion des MTV vidéo Music Awards, Michael accepte une interview, dans laquelle interviennent les Boyz II Men, Shaquille O'Neal, R. Kelly, Janet Jackson…
- le 7 septembre 1997, il accorde un entretien à Barbara Walters à Paris, y évoquant la mort de la Princesse Diana, les paparazzi et ses « excentricités » ;
- en décembre 2003, interview avec Ed Bradley dans l'émission 60 minutes, sur la chaîne CBS News, en ce qui concerne les nouvelles accusations auxquels il est confronté. L'entrevue a été diffusée le 28 décembre 2003. Michael a également affirmé que la police l'avait maltraité et s'était plaint d'une épaule déboîtée. Il a réaffirmé son innocence et déclaré qu'il était déterminé à ne pas régler le litige comme il l'avait fait en 1993[318],[319] ;
- le 3 février 2003 sur Granada Television, entretien durant presque 2h lors de l'émission spéciale Living With Michael Jackson, présentée par Martin Bashir, au cours duquel l'artiste parle de son enfance, de sa jeunesse et de sa vie privée ;
- en février 2005, entretien avec Geraldo Rivera ;
- le 28 mars 2005, interview avec le Révérend Jesse Jackson, lors de son émission Keep Hope Alive sur WGRB ;
- en octobre 2006, interview pour l'émission télévisée américaine Access Hollywood (Michael Jackson réside dans une maison à l'extérieur de Dublin et enregistre, dans le studio de la maison, de nouvelles chansons avec Will.i.am).

La longue période de silence médiatique — 13 ans — entre les interviews de Sylvia Chase et d'Oprah Winfrey conduit la presse à scandale à colporter de nombreuses rumeurs sur la vie de l'artiste. Celles-ci prennent pour cible le mode de vie excentrique du chanteur ainsi que son changement d'apparence physique, puis sa relation avec les enfants. Le début des spéculations débute en 1986 avec la publication d'une image où Michael est allongé dans un caisson à oxygène : certains prétendent que le chanteur dort dans ce caisson afin de se préserver du vieillissement.
En 1987, une autre rumeur court, selon laquelle Michael Jackson, qui a déclaré s'identifier à Joseph Merrick dit « Elephant Man », aurait tenté d'acheter les os du défunt. Cette rumeur a été réfutée,.
À la suite de ces multiples rumeurs, la presse lui attribue le surnom de « Wacko Jacko » (« Jacko le dingo »). Les nombreuses rumeurs circulant à son sujet au fil du temps altèrent son image et l'affectent profondément. Michael Jackson dénonce à plusieurs reprises les tabloïds notamment dans la chanson et le clip de Leave Me Alone, ainsi que dans les chansons Wanna Be Startin' Somethin', Why You Wanna Trip On Me, Tabloïd Junkie ou encore Breaking News. Le titre Privacy révèle la souffrance ressentie par l'artiste.
Selon un article du journal britannique The Sun de novembre 2008, Michael Jackson, ancien témoin de Jéhovah, se serait converti à l'Islam, inspiré et encouragé par son frère Jermaine, lequel s'était déjà converti depuis plusieurs années. Michael aurait, selon le même journal, changé son prénom par Mikaeel. Cette rumeur est relayée en 2010 par l'écrivain turc Adnan Oktar.

### Bubbles, le chimpanzé qui a partagé la vie du King of Pop
En 1983 Michael Jackson adopte Bubbles (né en la même année), un jeune chimpanzé qu'il achète à un centre de recherche au Texas. Rapidement, Bubbles devient une célébrité à part entière, apparaissant dans des clips vidéo et accompagnant Jackson lors de tournées mondiales. En 1987, pendant la tournée mondiale "Bad", Bubbles et Jackson prennent même le thé avec le maire d'Osaka, au Japon.
Initialement, Bubbles vit dans la maison familiale des Jackson à Encino, Los Angeles. En 1988, il est déménagé au ranch de Neverland de Jackson. Là-bas, il dort dans un berceau dans la chambre de Jackson, utilise ses toilettes et mange ses bonbons dans la salle de cinéma de Neverland. Jackson affirme même que Bubbles l'aide dans les tâches ménagères, notamment pour épousseter et nettoyer les fenêtres.
Durant la fin des années 1980, Jackson emmène souvent Bubbles en sortie, lui parle fréquemment, et lui apprendrait même à faire le moonwalk. Bubbles a son propre agent et on dit qu'il a même son propre garde du corps. Il assiste à l'enregistrement de l'album "Bad" de Jackson en 1987 – Jackson insiste pour que Bubbles et son serpent de compagnie soient présents comme spectateurs. Bubbles fait également une apparition dans le clip vidéo de "Liberian Girl".
Une anecdote intéressante concerne la tentative d'enregistrement d'un duo entre Jackson et Freddie Mercury, le chanteur de Queen. Selon l'auteur David Wigg, Mercury est frustré par l'insistance de Jackson à avoir Bubbles dans le studio. Jackson demande apparemment l'avis de Bubbles entre les prises, ce qui pousse Mercury à quitter le projet.
En 2003, dans le documentaire Living with Michael Jackson, Jackson révèle que Bubbles devient agressif. Il est déplacé dans un sanctuaire animal par crainte qu'il n'attaque le fils nouveau-né de Jackson, Prince Michael II. Jackson achète ensuite deux autres bébés chimpanzés, Max et Action Jackson, que le public confond souvent avec Bubbles.
Depuis 2005, Bubbles vit au Center for Great Apes à Wauchula, en Floride. Selon les soigneurs du centre, Bubbles, dont les traits faciaux ont changé depuis son temps avec Jackson, est maintenant "énorme et laid", pesant 84 kg, mais a un "caractère doux". Bubbles n'est pas inclus dans le testament de Michael Jackson. Le coût annuel de ses soins s'élève à environ 20 000 dollars, qui proviennent uniquement de dons publics.

## Discographie et récompenses

### Albums solo chez Motown
- 1972 : Got to Be There
- 1972 : Ben
- 1973 : Music and Me
- 1975 : Forever, Michael

### Albums solo chez Epic Records et CBS
- 1979 : Off the Wall
- 1982 : Thriller
- 1987 : Bad
- 1991 : Dangerous
- 1995 : HIStory – Past, Present, and Future: Book 1
- 1997 : Blood on the Dance Floor – HIStory in the Mix
- 2001 : Invincible
- 2001 : Off The Wall Spécial édition comprenant des démos avec un son remasterisé et qui contient un livret avec des photos différentes.
- 2001 : Thriller Spécial Edition comprenant des démos et inédits avec un son remasterisé et qui contient un livret avec des photos différentes
- 2001 : BAD Spécial Edition comprenant des démos et inédits avec un son remasterisé et qui contient un livret avec des photos différentes.
- 2001 : Dangerous Spécial Edition avec un son remasterisé et qui contient un livret avec des photos différentes.
- 2008 : Thriller 25 (réédition de l'album Thriller pour son 25e anniversaire)

### Albums posthumes chez Epic Records et Sony
- 2010 : Michael
- 2012 : Bad 25 (réédition de l'album Bad pour son 25e anniversaire) il existe une version 2 CD avec la réédition des chansons d'origines avec un son remasterisé et un CD avec des démos inédites. Il existe également un coffret deluxe comprenant ces deux même CD ainsi que le DVD du Michael Jackson: Live at Wembley July 16, 1988 avec le CD du concert. Au même moment un documentaire réalisé par Spike Lee relatant la réalisation de l'album et le succès sans précédent de la période BAD sortira en DVD.
- 2014 : Xscape
- 2016 : Off The Wall 35 (réédition de l'album pour son 35 ème anniversaire dans un coffret Deluxe accompagné du DVD du documentaire Michael Jackson's Journey from Motown to Off the Wall réalisé par Spike Lee, relatant la maturation de l'artiste jusqu'à la réalisation et consécration avec l'album Off the wall
- 2022 : Thriller 40 (réédition de l'album Thriller pour son 40e anniversaire) au même moment un documentaire réalisé par Nelson George et diffusé sur Paramount+. Ce documentaire permet de remonter dans le temps et vivre la création de l'album qui a battu tous les records ainsi que la sortie des courts-métrages associés qui ont redéfini à jamais le format du clip vidéo et de l'industrie musicale.

### Récompenses
Avec plus de 240 récompenses, Michael Jackson est l'homme le plus récompensé de l'histoire, particulièrement dans le domaine musical. Selon le Livre Guinness des records et le Rock and Roll Hall of Fame, il est « l'homme de spectacle le plus populaire de tous les temps »,,,.
Michael Jackson est la seule personne à posséder deux étoiles à son nom dans la catégorie musique sur le Walk of Fame de Los Angeles : une en tant que membre des Jackson Five et une en tant qu'artiste solo.

## Filmographie

### En tant qu'acteur
| Année | Film                         | Rôle                                                       |
| ----- | ---------------------------- | ---------------------------------------------------------- |
| 1978  | The Wiz                      | L'épouvantail                                              |
| 1986  | Captain Eo                   | Le capitaine Eo                                            |
| 1988  | Moonwalker                   | Lui-même                                                   |
| 1996  | Ghosts                       | Maestro / Maire / Squelette / Grand Démon / Démon du maire |
| 2002  | Men in Black 2               | L'agent M                                                  |
| 2004  | Miss Cast Away               | L'agent MJ                                                 |
| 2009  | Michael Jackson's This Is It | Lui-même                                                   |

### En tant que producteur
- 1996 : Ghosts
- 2002 : Wolfed

#### Travaux universitaires
- Isabelle Stegner-Petitjean, sous la direction de Catherine Rudent et Olivier Julien, Les dynamiques raciales dans la production artistique de Michael Jackson (1979-2001). Aspects commerciaux, stylistiques et visuels, thèse de doctorat en musicologie et arts, Sorbonne Université, 2017.
- Isabelle Stegner-Petitjean, sous la direction de Xavier Hascher, La personnalité vocale de Michael Jackson: identité, syncrétisme, corporalité, mémoire de master 2 en musicologie, université des Arts March Bloch, Strasbourg, 2010, 165 p.
- Isabelle Stegner-Petitjean, The Voice in the Mirror. Michael Jackson : d'une identité vocale à sa mise en image sonore. Volume !, no 8-2, Nantes, Éditions Mélanie Seteun, 2011.
- Isabelle Stegner-Petitjean, recension Michael Jackson. Grasping the Spectacle, Volume! no 10-1, 2013.
- Amélie Dalmazzo, sous la direction de Frédéric Lambert, Charismes, identités, fanatismes, le charisme médiatique et les fans de Michael Jackson, l'idéal et le monstre : les représentations d'une figure charismatique dans les espaces conjoints de l'industrie culturelle et des médias. Typologie des publics fans face à ces représentations, thèse de Doctorat en sémiologie des médias, université Panthéon-Assas, Paris 2, 2009, 504 p. en 3 vol.
- Buata B. Malela, Michael Jackson, le visage, la musique et la danse : anamnèse d'une trajectoire afro-américaine, Paris, Anibwe, 2012.
- Mohamed Ali Khedidi, sous la direction du Dr Ridha Bou Khadida et la consultation du spécialiste Chokri Ben Omrane, L'artiste entre la biographie et l'œuvre : étude du spectacle concert de Michael Jackson (HIStory tour 1996-1997). Mémoire de master en arts du spectacle, université de Sousse, Tunisie, 2011, 170 p.

#### Autres ouvrages
- Isabelle Petitjean (préf. Brad Buxer), Michael Jackson, Black or White ? Un artiste hors norme face à une industrie musicale racialisée, Sampzon, Delatour France, 2019[339].
- Marc Lambron, Vie et mort de Michael Jackson, Cartels-RMN, 2018, 110 p. (lire en ligne).
- Isabelle Petitjean, Michael Jackson, il était une voix, Sampzon, Delatour France, 2017[340] —  2020 (anglais)[341] (préf. Bruce Swedien).
- Isabelle Petitjean, La culture pop au panthéon des Beaux-arts, Dangerous, de Mark Ryden à Michael Jackson, Paris, L'Harmattan, 2015 — (en) Delatour France, 2017[342].
- (en) Nelson George, Thriller: The Musical Life of Michael Jackson, Cambridge, Da Capo Press, 2010 (ISBN 978-0-306-81968-1).
- Aphrodite Jones, Le complot contre Michael Jackson, Music and Entertainment Books Editions, 2009.
- (en) J. Randy Taraborrelli, Michael Jackson : The Magic, the Madness, the Whole Story, Pan Macmillan, 2 juillet 2009, 704 p. (ISBN 978-0-330-51415-6, lire en ligne).
- Michael Jackson (trad. de l'anglais par Françoise Hayward), Moonwalk, Neuilly-sur-Seine, Michel Lafon, 1988 rééd. 2009, 285 p. (ISBN 978-2-7499-1149-6).
- Stéphane Boudsocq, Michael Jackson : La face cachée d'une légende, Saint-Victor-d'Épine, City Editions, 2009, 317 p. (ISBN 978-2-35288-305-0)
- Yves Gautier, Michael Jackson, de l'Autre Côté du Miroir, Publibook, 2005, 99 p. (ISBN 978-2-7483-0766-5, lire en ligne).
- (en) Bob Jones, Michael Jackson : The Man Behind the Mask, Select Books Inc, 2005 (ISBN 1-59079-072-3).
- (en) Jel D. Lewis Jones, Michael Jackson, the King of Pop : an Anthology, Amber Books Publishing, 2005, 301 p. (ISBN 978-0-9749779-0-4, lire en ligne).
- (en) Chris Cadman, Jacksons Number Ones, Authors On Line Ltd, 2003, 196 p. (ISBN 978-0-7552-0098-6, lire en ligne).
- (en) Chris Cadman, Michael Jackson the Solo Years, Authors On Line Ltd, 2003, 270 p. (ISBN 978-0-7552-0091-7, lire en ligne).
- Buata B. Malela, Michael Jackson. Le visage, la musique et la danse : Anamnèse d'une trajectoire afro-américaine, Paris, Anibwe, 2e édit. 2013.
- (en) Lisa D. Campbell, Michael Jackson : The King of Pop, Branden Books, 1993, 391 p. (ISBN 978-0-8283-1957-7).
- (en) J.Randy Taraborrelli, The Magic and the Madness, Headline, 1991, 672 p. (ISBN 978-0-330-42005-1) — Taraborrelli est le « biographe non officiel » de Michael Jackson. L'édition est remise à jour en date du 19 septembre 2003.
- Richard Lecocq et François Allard, Michael Jackson, la totale : les 263 chansons et 41 clips expliqués, E/P/A, 2018.